# Plourivo
Plourivo [pluʁivo] est une commune du département des Côtes-d'Armor, dans la région Bretagne, en France.
Elle est jumelée avec la ville de Buttevant située dans le Munster en Irlande.
Plourivo appartient au pays historique du Goëlo.

## Géographie

### Localisation
La commune de Plourivo est située au nord-ouest du département des Côtes-d'Armor. Elle est délimitée au Nord par la ville de Paimpol, à l'Est par les communes de Kerfot et Yvias, au Sud par le Leff puis à l'Ouest par l'estuaire du Trieux.
Plourivo fait partie de Guingamp Paimpol Armor Argoat Agglomération, du canton de Paimpol, de la cinquième circonscription des Côtes-d'Armor et de l'arrondissement de Guingamp depuis 2016 (et de l'arrondissement de Saint-Brieuc avant 2016).

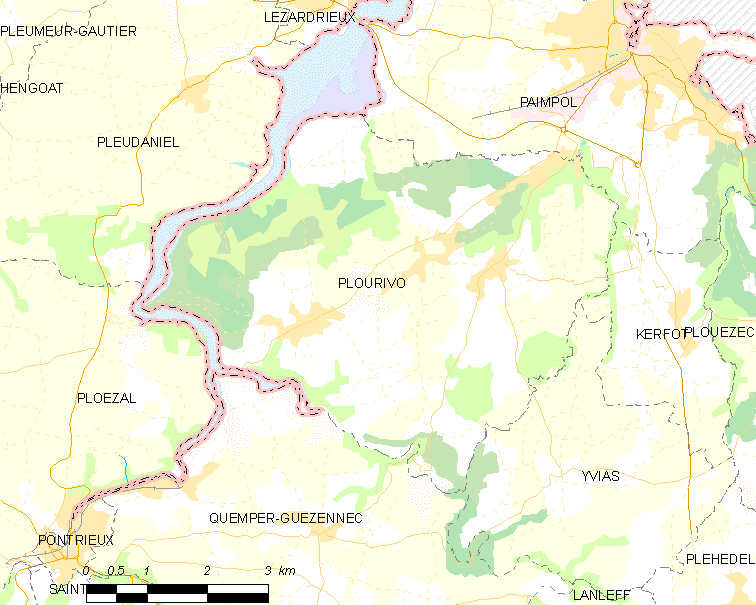
Carte de Plourivo et des communes avoisinantes.

|            | Paimpol           |        |
| Pleudaniel | Plourivo          | Kerfot |
| Ploëzal    | Quemper-Guézennec | Yvias  |

### Relief et hydrographie

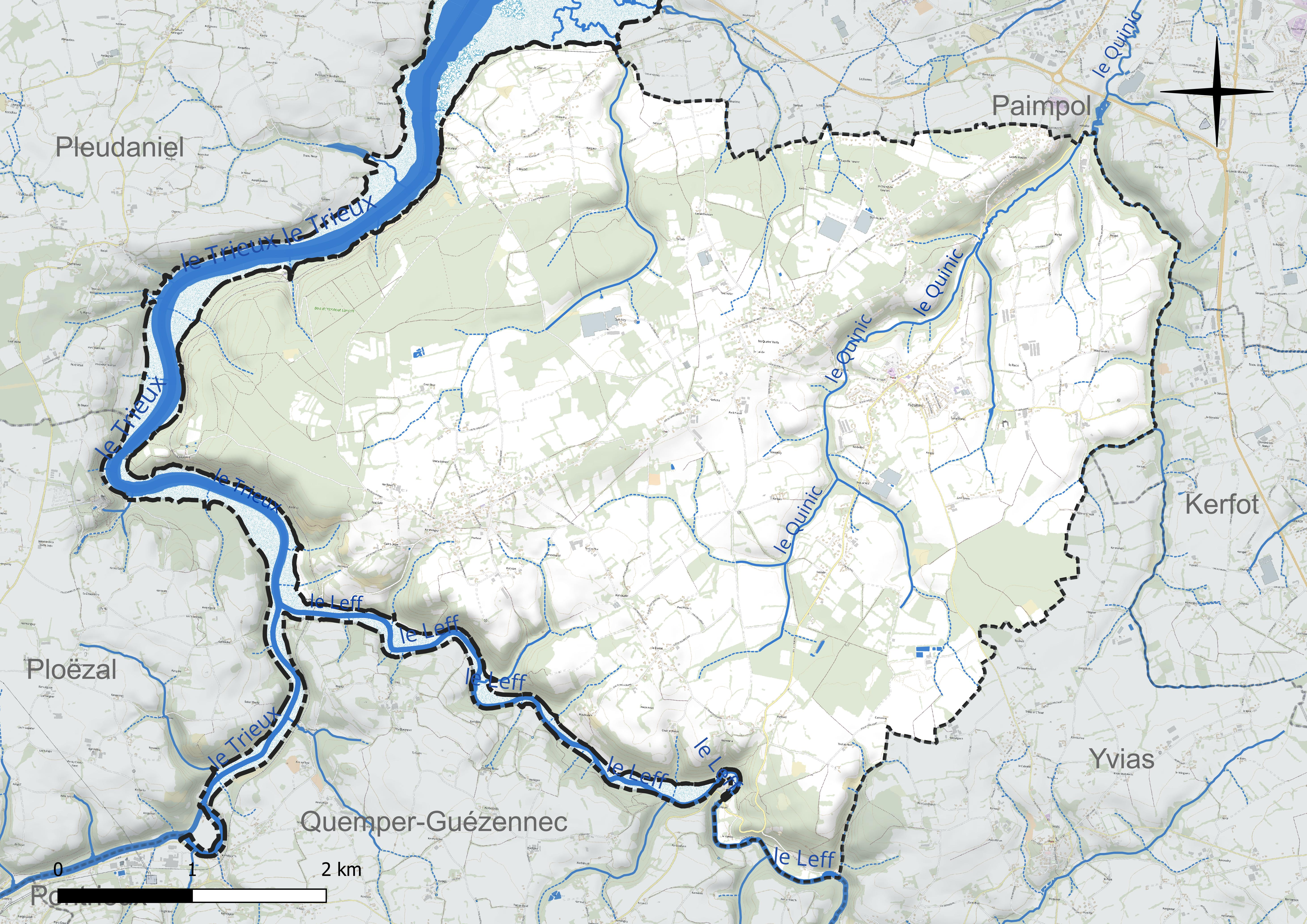
Carte du réseau hydrographique de la commune de Plourivo. Elle contient une erreur, le cours d'eau indiqué sur cette carte comme étant le Quinic est en réalité son affluent le Canon.

Le territoire de la commune de Plourivo est limité par deux fleuves côtiers :  à l'Ouest par la rive droite de l'estuaire (aussi une ria) du Trieux et au Sud par la rive droite du Leff, qui conflue avec le Trieux au niveau du lieu-dit Frinaudour et est aussi une ria dans sa partie aval à partir du lieu-dit Le Houel, les effets de la marée se faisant sentir jusque-là. Sa limite orientale correspond aussi pour partie à la vallée d'un troisième petit fleuve côtier, le Quinic, dont un affluent de rive gauche, le Canon, traverse la partie centrale du finage communal. Le Traou Du est un tout petit affluent de la rive droite du Trieux, qui se jette dans son estuaire à la limite nord de la commune.
Les altitudes au sein de la commune varient de 0 à près de 100 m ; la majeure partie de son territoire forme un plateau en pente douce vers le nord-est compris entre 96 mètres (altitude relevée à deux endroits, au sud-ouest d'une part, non loin du lieu-dit Kerbruc, et au sud-est près de Toul-ar-Houat, ces deux points se trouvant proches le premier de l'estuaire du Trieux, le second de la vallée du Leff, dont les rives sont très pentues et encaissées avec un dénivelé proche de la centaine de mètres). Le bourg est vers 75 mètres d'altitude. Seul le nord-ouest de la commune a une altitude moindre, comprise entre une quarantaine de mètres (par exemple au niveau de l'oppidum de Lancerf) et une vingtaine de mètres, ainsi que le fond des vallées des cours d'eau précités qui atteint même le niveau de la mer au niveau de leurs parties maritimes.
Les rives des cours d'eau précités sont boisées ; un bois de superficie importante (près de 600 hectares), le Bois de Penhoat-Lancerf, couvre le tiers ouest de la commune ; planté en pins maritimes, il a remplacé les landes préexistantes dans le courant du XIXe siècle et fourni alors principalement des poteaux de mine pour les mines de charbon du Royaume-Uni. Il est désormais en majeure partie propriété du Conservatoire du littoral.

### Hydrographie
Pour un article plus général, voir Réseau hydrographique des Côtes-d'Armor.
La commune est située dans le bassin Loire-Bretagne. Elle est drainée par le Trieux, le Leff et le Quinic,,.
Le Trieux, d'une longueur de 72 km, prend sa source dans la commune de Kerpert et se jette  dans la Manche entre Lézardrieux et Ploubazlanec, après avoir traversé 21 communes.
Le Leff, d'une longueur de 62 km, prend sa source dans la commune du Leslay et se jette  dans le Trieux en limite de Quemper-Guézennec et de Plourivo, après avoir traversé 19 communes. Les caractéristiques hydrologiques du Leff sont données par la station hydrologique située sur la commune de Quemper-Guézennec. Le débit moyen mensuel est de 2,84 m3/s. Le débit moyen journalier maximum est de 57,5 m3/s, atteint lors de la crue du 12 février 1974. Le débit instantané maximal est quant à lui de 83,5 m3/s, atteint le 28 février 2010.

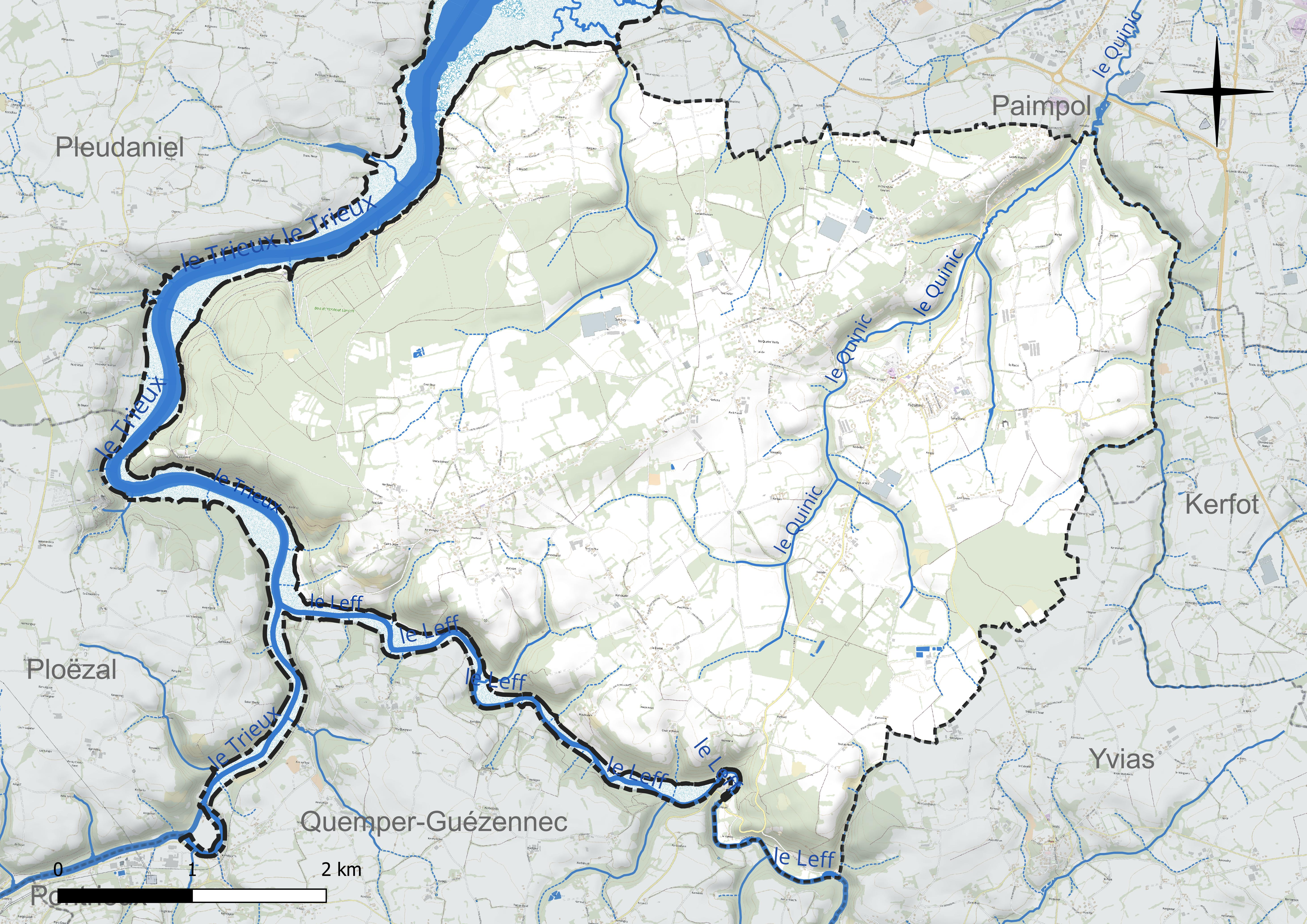
Réseau hydrographique de Plourivo.

### Climat
Pour des articles plus généraux, voir Climat de la Bretagne et Climat des Côtes-d'Armor.
En 2010, le climat de la commune est de type climat océanique, selon une étude du Centre national de la recherche scientifique s'appuyant sur une série de données couvrant la période 1971-2000. En 2020, Météo-France publie une typologie des climats de la France métropolitaine dans laquelle la commune est exposée à un climat océanique et est dans la région climatique Finistère nord, caractérisée par une pluviométrie élevée, des températures douces en hiver (6 °C), fraîches en été et des vents forts. Parallèlement l'observatoire de l'environnement en Bretagne publie en 2020 un zonage climatique de la région Bretagne, s'appuyant sur des données de Météo-France de 2009. La commune est, selon ce zonage, dans la zone « Intérieur », exposée à un climat médian, à dominante océanique.
Pour la période 1971-2000, la température annuelle moyenne est de 11,1 °C, avec une amplitude thermique annuelle de 10,2 °C. Le cumul annuel moyen de précipitations est de 772 mm, avec 13,4 jours de précipitations en janvier et 6,9 jours en juillet. Pour la période 1991-2020, la température moyenne annuelle observée sur la station météorologique la plus proche, située sur la commune de Lanleff à 6 km à vol d'oiseau, est de 11,7 °C et le cumul annuel moyen de précipitations est de 845,9 mm,. Pour l'avenir, les paramètres climatiques de la commune estimés pour 2050 selon différents scénarios d’émission de gaz à effet de serre sont consultables sur un site dédié publié par Météo-France en novembre 2022.

### Voies de communication et transports
Des bacs permettaient de traverser le Trieux : le plus connu était celui de Lancerf qui existait déjà en 1776 et probablement bien avant, qui partait de Toul an Huiled pour rejoindre sur l'autre rive le lieu-dit "Le Passage" en Pleudaniel. Il cessa de fonctionner en 1927, mais reprit temporairement du service sous l'Occupation.
La ligne de Guingamp à Paimpol longe la ria du Trieux et dessert la commune en trois haltes : Frynaudour, Traou-Nez, Lancerf.

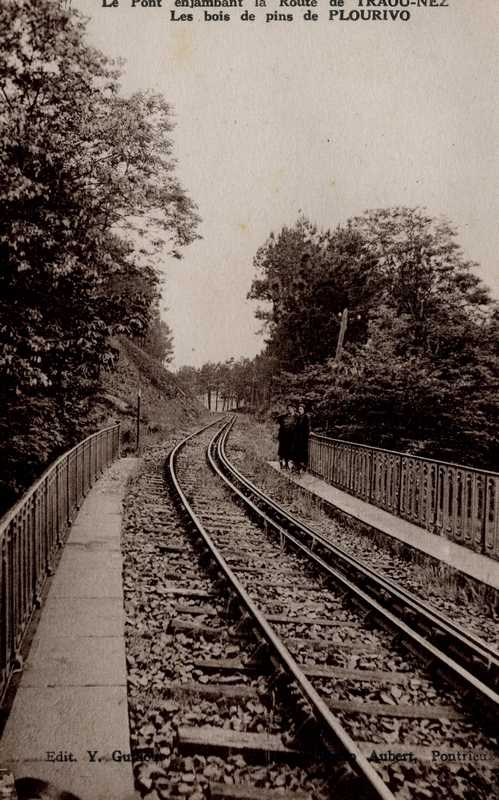
La voie ferrée Guingamp-Paimpol au niveau de la route de Traou-Nez.
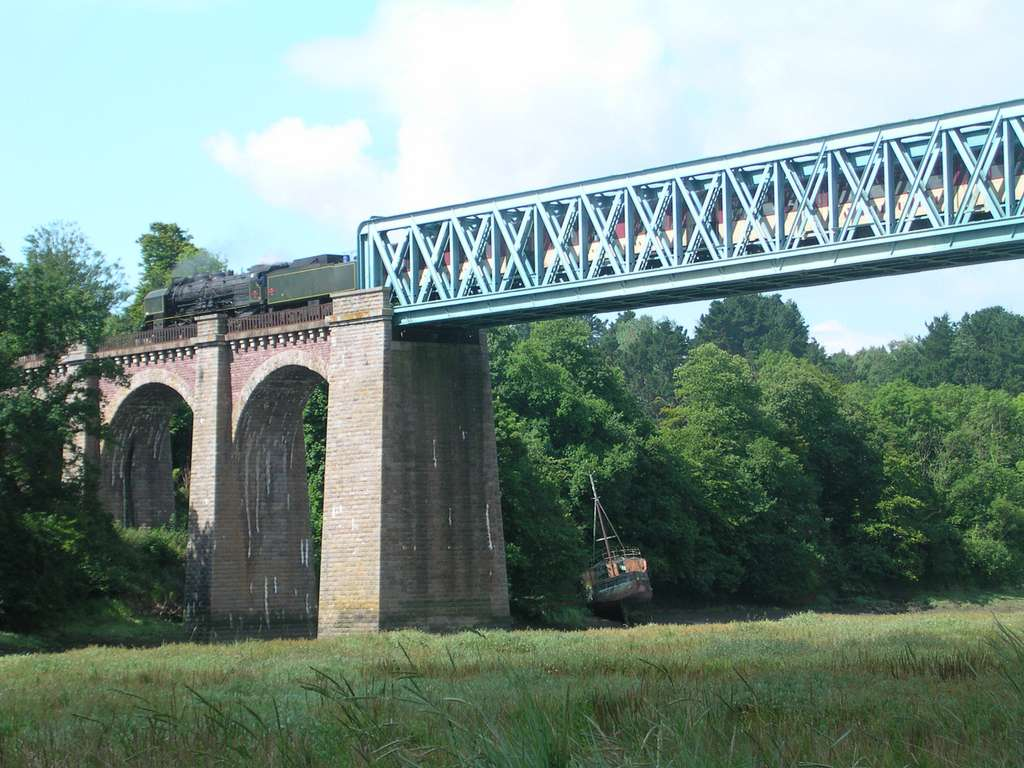
Le viaduc ferroviaire de Frynaudour sur le Leff.
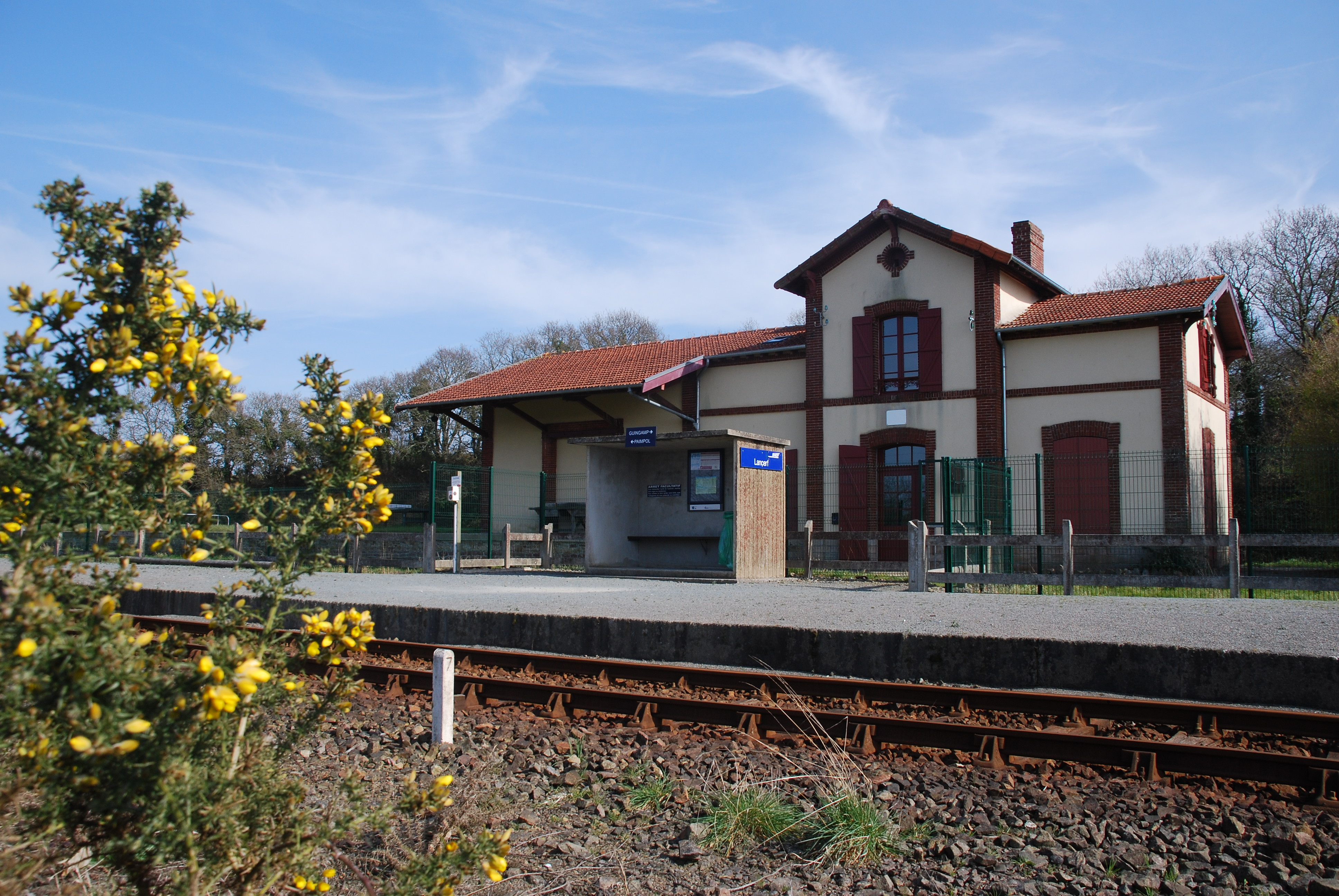
La gare de Lancerf (l'ancien bâtiment du réseau breton).
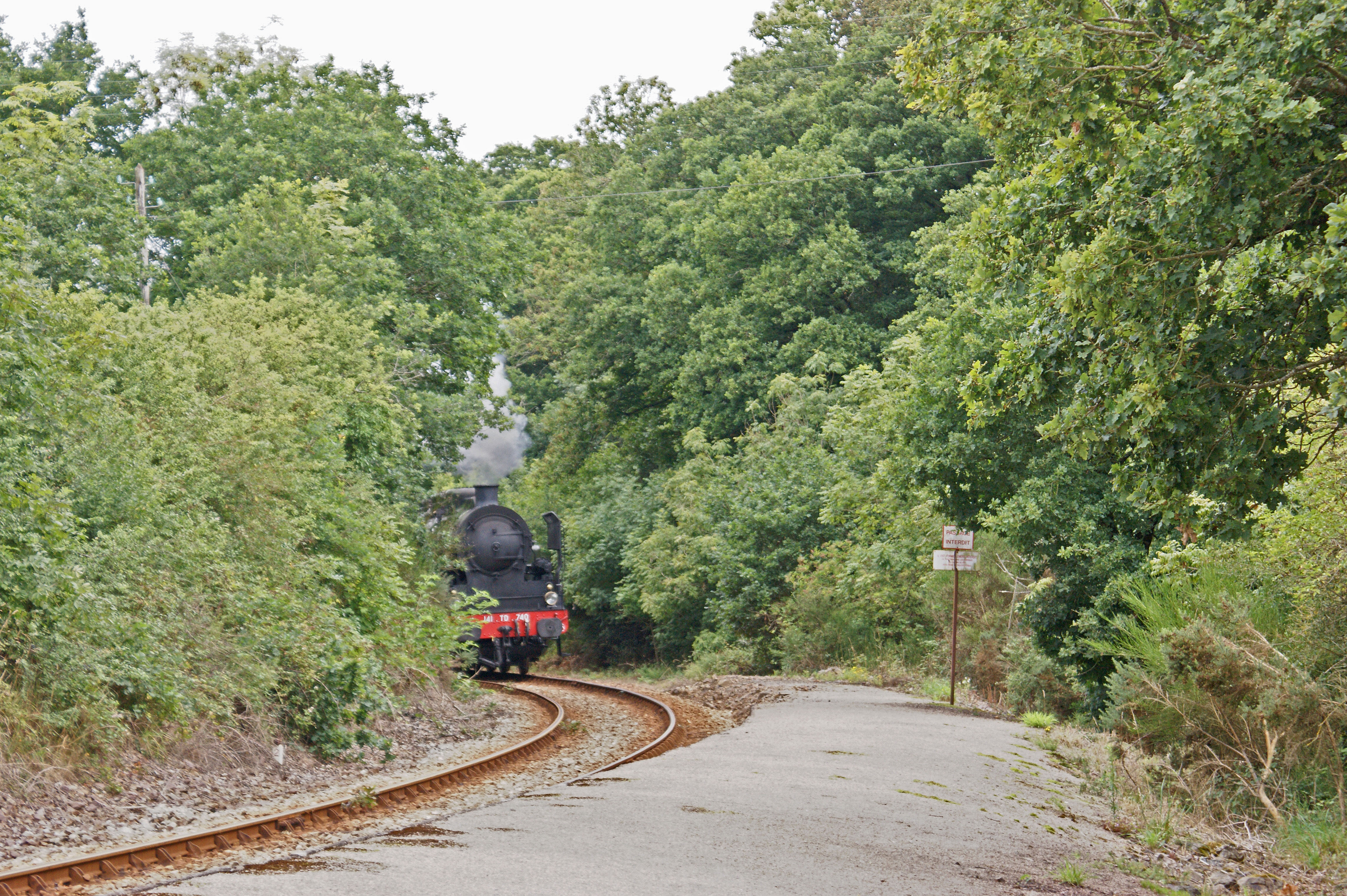
Le train touristique à vapeur près de la halte de Frynaudour.
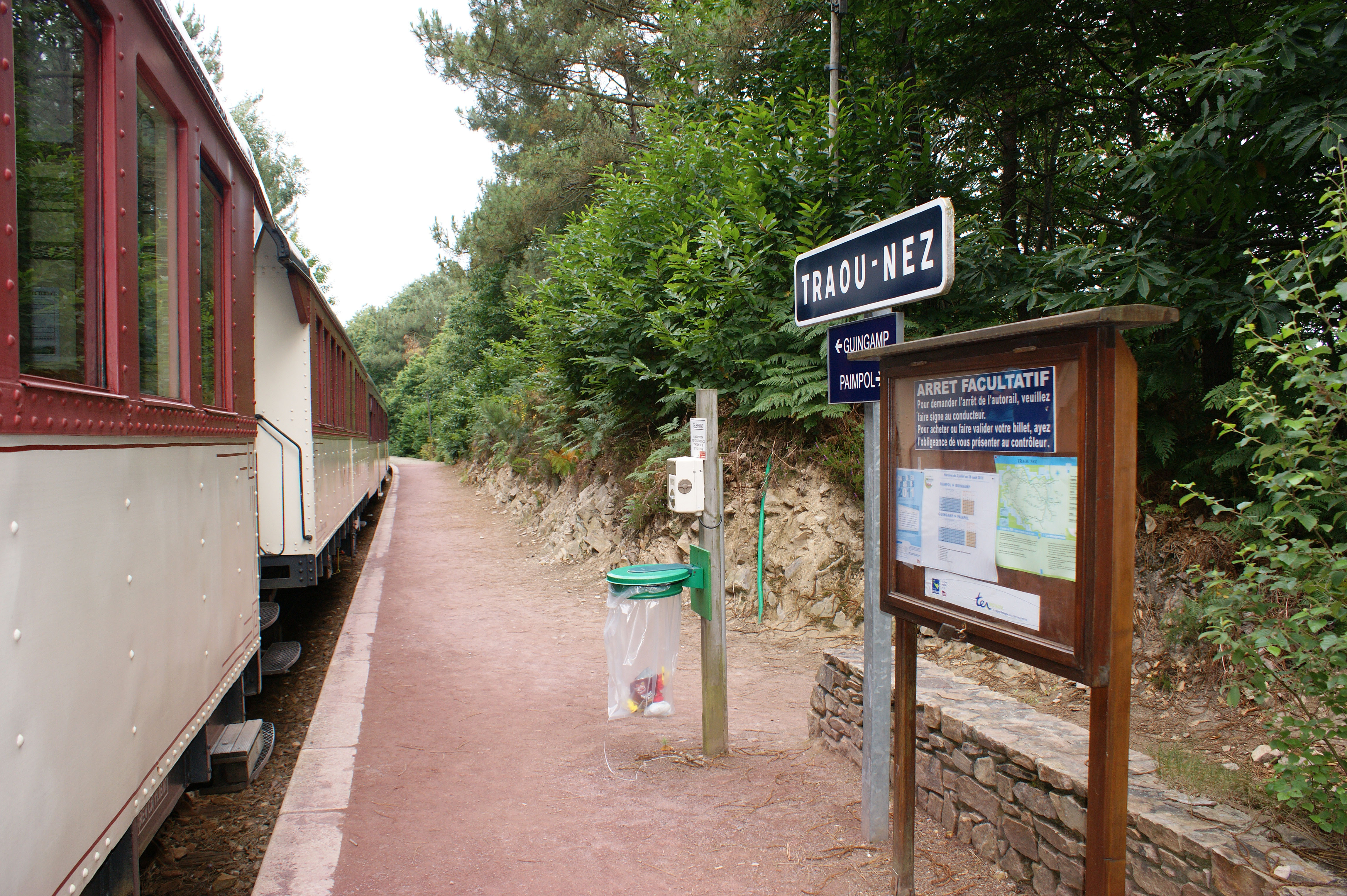
Le "Vapeur du Trieux" (train touristique) à la halte de Traou-Nez.

Par route Plourivo reste en partie enclavé, aucun pont routier ne permettant de franchir l'une ou l'autre des deux rias du Trieux et du Leff au niveau de la commune : pour traverser le Trieux en direction du Trégor, il faut faire le détour par le pont de Lézardrieux (D 786, ancienne Route nationale 786), qui contourne la commune par le Nord ; le premier pont en direction du Sud permettant de franchir le Leff se trouve au Houel, à l'endroit où cesse l'influence des marées, sur la D 15. Le bourg de Plourivo est desservi par une route secondaire, la D 182, qui permet de rejoindre la D 7 (route de Saint-Brieuc à Paimpol, ancienne Route nationale 786).

### Cadre géologique

Carte géologique du Massif armoricain, avec au nord-est le batholite mancellien et ses nombreux plutons de granite cadomien (Trégor, Lanhélin, Louvigné, Vire, Avranches…). Ce batholite dessine une ellipse de 150 km (d'Alençon à la Rance) sur 90 km (de Vitré à Vire).

Plourivo est localisée dans la partie médiane du domaine nord armoricain, unité géologique du Massif armoricain qui est le résultat de trois chaînes de montagnes successives. Le site géologique de Plourivo se situe plus précisément dans l'unité de Saint-Brieuc formé d'un bassin sédimentaire essentiellement briovérien (constitué de formations volcano-sédimentaires) limité au nord-est par un important massif granitique cadomien, le batholite du Trégor, au sud par le  décrochement dextre nord-armoricain (faille de Molène – Moncontour), et au sud-ouest le pluton de Lanhélin qui font partie d'un ensemble plus vaste, le batholite mancellien,.
L'histoire géologique de la région est marquée par le cycle cadomien (entre 750 et 540 Ma) qui se traduit par la surrection de la chaîne cadomienne qui devait culminer à environ 4 000 m et regroupait à cette époque (avant l'ouverture de l'océan Atlantique) des terrains du Canada oriental, d'Angleterre, d'Irlande, d'Espagne et de Bohême. Cette ceinture cadomienne se suit à travers le Nord du Massif armoricain depuis le Trégor (baie de Morlaix) jusqu'au Cotentin. À une collision continentale succède une période de subduction de l'océan celtique vers le sud-est, sous la microplaque Armorica appartenant alors au supercontinent Gondwana. Des failles de direction N40°-N50°enregistrent un raccourcissement oblique, orienté environ NNE-SSW. Cette tectonique régionale entraîne un métamorphisme à haute température et basse pression. À la fin du Précambrien supérieur, les sédiments briovériens issus de l’érosion rapide de la chaîne cadomienne sont fortement déformés, plissés, formant essentiellement des schistes et des gneiss. Les massifs granitiques du Mancellien (notamment le massif côtier nord-trégorrois, le granite de Plouha, les diorites et gabbros de Saint-Quay-Portrieux), dont la mise en place est liée au cisaillement nord-armoricain scellent la fin de la déformation ductile de l'orogenèse cadomienne. À leur tour, ces massifs granitiques sont arasés, leurs débris se sédimentant dans de nouvelles mers, formant les « Grès rouges » qui se déposent dans le bassin ordovicien de Plouézec-Plourivo, hémi-graben limité au nord par la faille de Trégorrois, à l'est par l'anse de Paimpol, à l'ouest jusqu'au-delà du Trieux à l’ouest. L'arénisation des massifs granitiques a vraisemblablement débuté au Pliocène, sous l'action de climats tempérés chauds et humides, et se poursuit encore actuellement mais sous forme atténuée. L'altération a également transformé les roches métasédimentaires en formations argilo-sableuses. Enfin, au Plio-quaternaire, les roches du substratum sont localement recouvertes par des dépôts récents issus de l’action du vent (lœss, limons sur les coteaux), de mouvements et transports sur les versants (colluvions), et des cours d'eau (alluvions). Les grands traits de l’évolution géologique du Goëlo sont alors fixés.

La région comporte ainsi, au-dessus d'un socle granitique (750-650 Ma), une épaisse séquence volcanique et sédimentaire, elle-même intrudée par de nombreux plutons granitiques (580 Ma) contemporains de la déformation. Elle correspond à la subduction d'un domaine océanique vers le sud-est sous la marge active nord du Gondwana, entraînant un métamorphisme à haute température et basse pression (subduction engendrant un bassin intra-arc ou une zone de chevauchement, les deux hypothèses restant débattues).
Économiquement, les « grès de Plourivo » faciles à extraire et à façonner par suite de leur disposition en bancs parallèles, ont été exploités dans de nombreuses églises du Goëlo septentrional, et ce dès le XIe siècle (« temple » de Lanleff, abbaye de Beauport). Ils « offrent, en fait, des granulométries variées : fine, graveleuse, voire conglomératique, ainsi que des colorations diverses, allant du blanc au rouge lie-de-vin en passant par le rose, nuance la plus fréquente ».
Touristiquement, les principaux aspects de la géologie dans cette région peuvent être abordés au cours de balades naturalistes et géologiques qui permettent d'observer sur un espace réduit du territoire, des roches d'âge et de nature différents, témoins de phénomènes géologiques d'ampleur (magmatisme, tectogenèse, métamorphisme, érosion…).

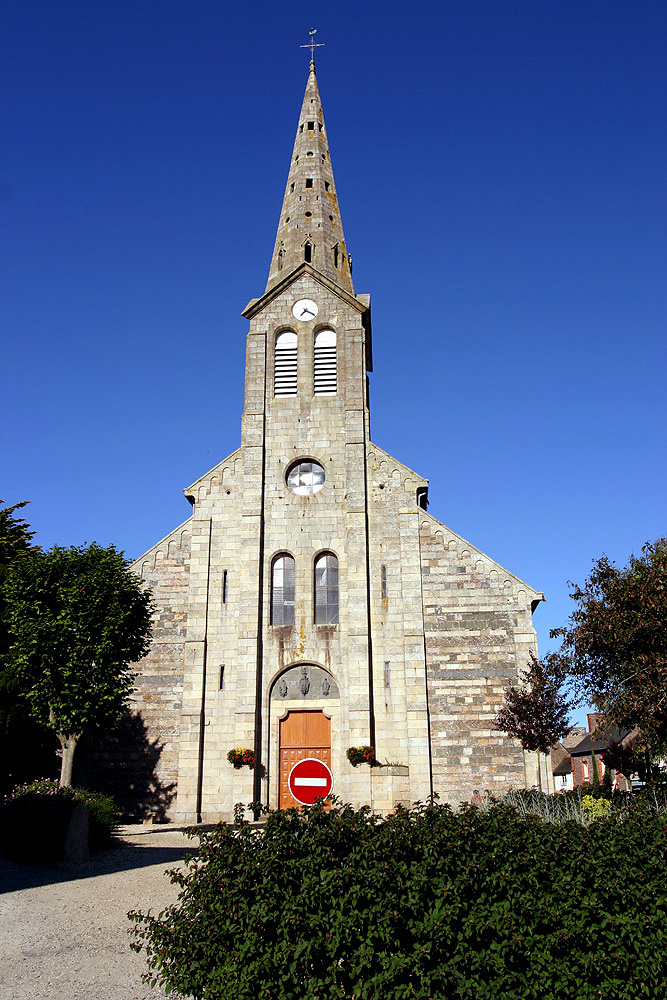
Exemple de polylithisme, l'église de Plouézec : murs en grès blanchâtre et rouge lie-de-vin graveleux.
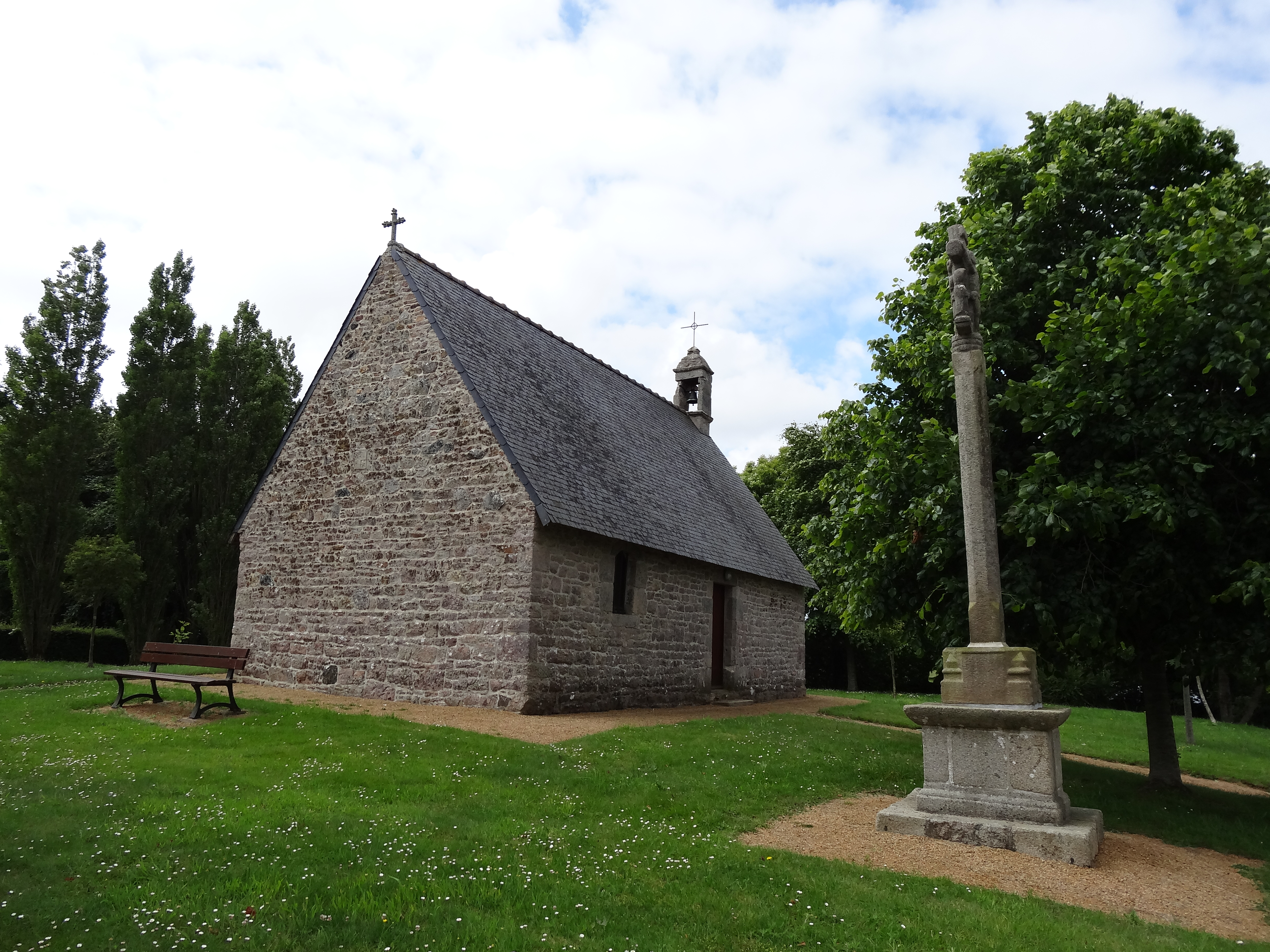
Chapelle Saint-Michel en Pléhédel : moellons de grès rose graveleux.

## Urbanisme

### Typologie
Au 1er janvier 2024, Plourivo est catégorisée commune rurale à habitat dispersé, selon la nouvelle grille communale de densité à sept niveaux définie par l'Insee en 2022.
Elle appartient à l'unité urbaine de Paimpol, une agglomération intra-départementale dont elle est une commune de la banlieue,. Par ailleurs la commune fait partie de l'aire d'attraction de Paimpol, dont elle est une commune de la couronne,. Cette aire, qui regroupe 13 communes, est catégorisée dans les aires de moins de 50 000 habitants,.
La commune, bordée par la Manche, est également une commune littorale au sens de la loi du 3 janvier 1986, dite loi littoral. Des dispositions spécifiques d’urbanisme s'y appliquent dès lors afin de préserver les espaces naturels, les sites, les paysages et l'équilibre écologique du littoral, tel le principe d'inconstructibilité, en dehors des espaces urbanisés, sur la bande littorale des cent mètres, ou plus si le plan local d'urbanisme le prévoit.

### Occupation des sols
L'occupation des sols de la commune, telle qu'elle ressort de la base de données européenne d’occupation biophysique des sols Corine Land Cover (CLC), est marquée par l'importance des territoires agricoles (56,6 % en 2018), en diminution par rapport à 1990 (57,9 %). La répartition détaillée en 2018 est la suivante :
forêts (33,5 %), zones agricoles hétérogènes (32,9 %), terres arables (23,7 %), zones urbanisées (7,4 %), eaux maritimes (2,4 %), zones humides intérieures (0,1 %). L'évolution de l’occupation des sols de la commune et de ses infrastructures peut être observée sur les différentes représentations cartographiques du territoire : la carte de Cassini (XVIIIe siècle), la carte d'état-major (1820-1866) et les cartes ou photos aériennes de l'IGN pour la période actuelle (1950 à aujourd'hui).

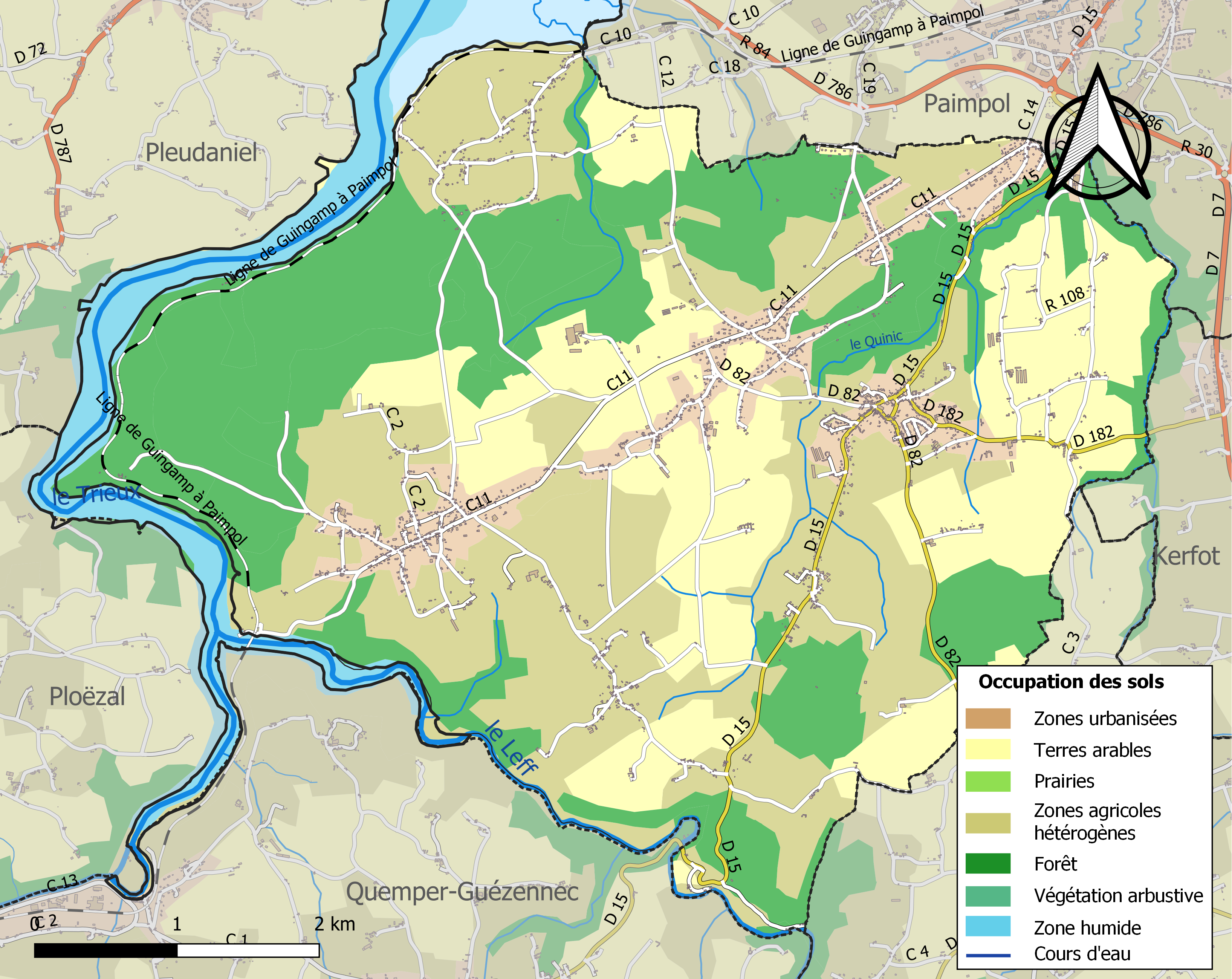
Carte des infrastructures et de l'occupation des sols de la commune en 2018 (Corine Land Cover).

## Toponymie
Le nom de la localité est attesté sous les formes Plerivou en 1198, Plorivo et Parochia de Plorivou en 1220, Plourivou en 1228, Plurivou en 1235, 1244 et en 1256, Plorivo en 1257, Plorivou en 1263, 1266 et en 1284, Ploerivou en 1271, Plerivou en 1287, Ploeryvou en 1305, Plurivou vers 1330, Plurivo en 1401 et en 1429, Plourivou en 1403, Plurivo en 1429, Ploerivau en 1543.
La forme actuelle de Plourivo apparaît dès 1652.
Son nom vient de l’ancien breton plou qui signifie paroisse et de rivou ou rion.
« Propriété en 1198 de l'abbaye de Saint-Rion, cet édifice ne saurait rappeler, comme on l'a parfois avancé, le saint éponyme de la paroisse, saint breton que l'on peut supposer, d'après les graphies anciennes, se nommer "Rivou", même s'il n'est pas attesté par ailleurs, que saint Rion en soit un substitut n'a rien d'impossible ». Ce saint Rion (ou Riom) aurait été un compagnon de saint Maudez.

## Histoire

### Moyen Âge
Plourivo est une ancienne paroisse de l'Armorique primitive qui englobait jadis outre le territoire actuel de Plourivo, ceux d'Yvias et de Kerfot.

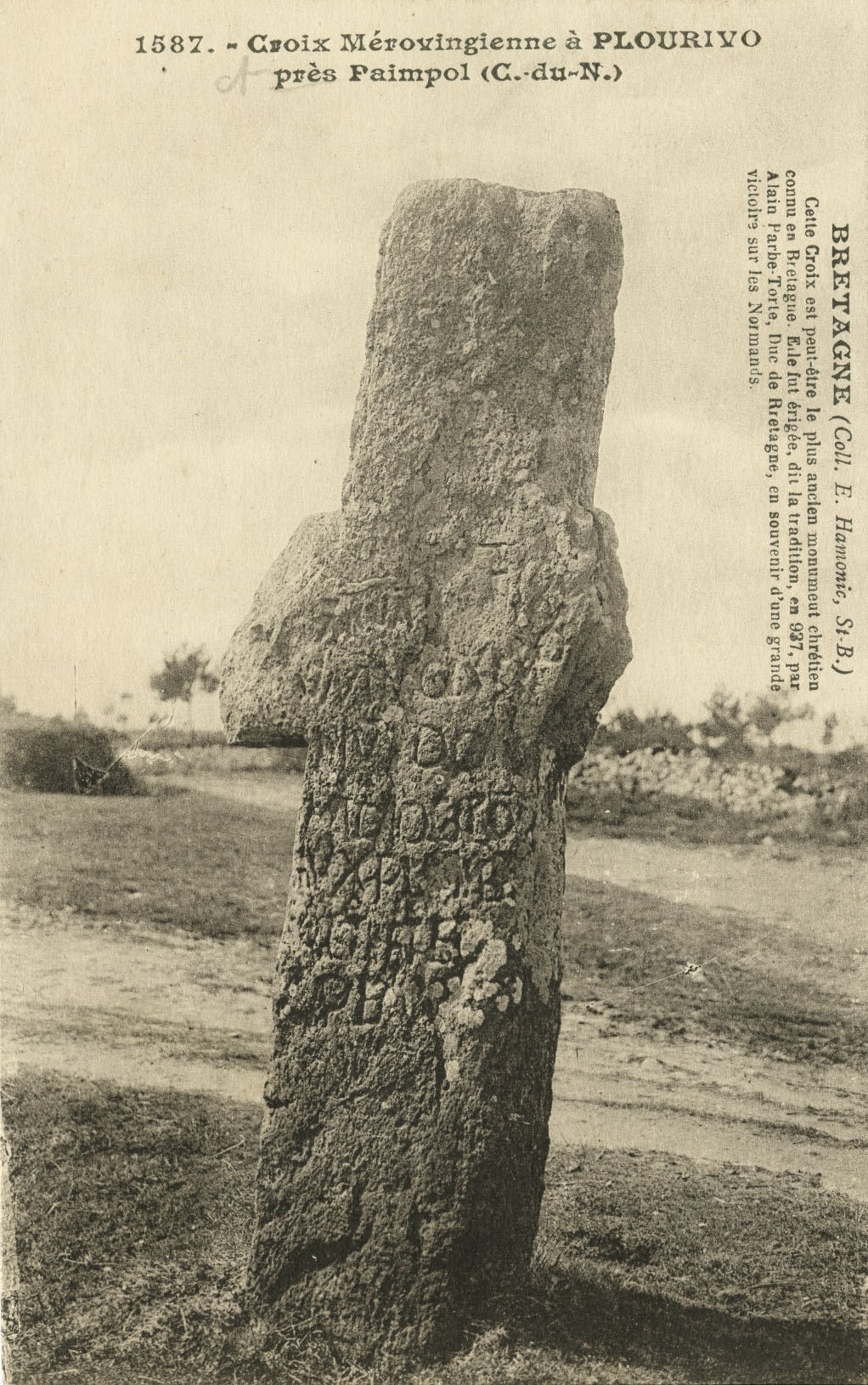
Croix carolingienne (et non mérovingienne comme l'indique à tort la carte postale d'Émile Hamonic) commémorant la victoire d'Alain Barbetorte.

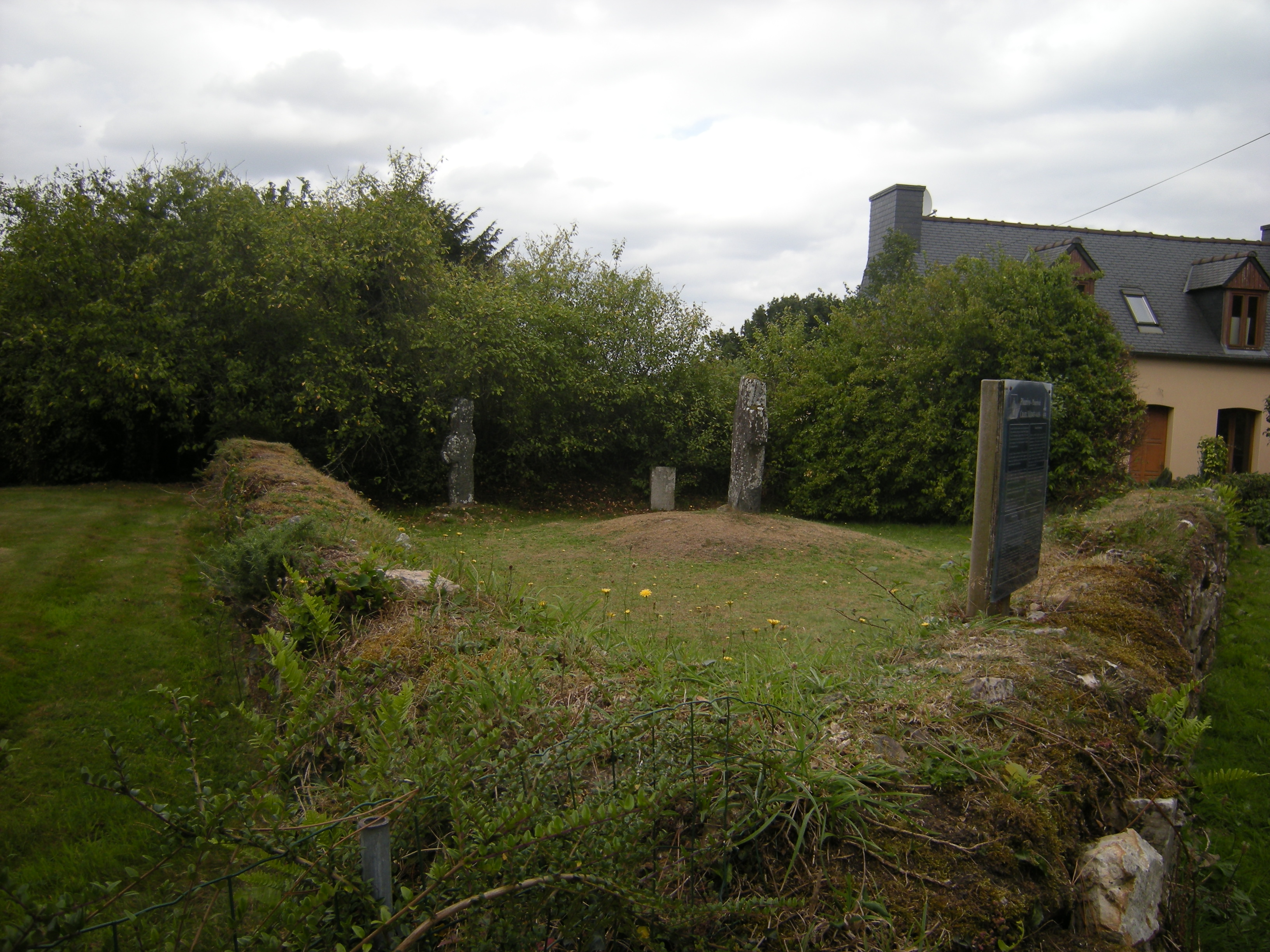
L'enclos d'Alain Barbetorte à Plourivo avec ses deux croix médiévales.

D'après la tradition, les Normands (Vikings) auraient établi un camp retranché à Castel-Auffret. Alain Barbetorte aurait attaqué et vaincu sur la lande de Lancerf, à une date comprise entre 936 ou 938, les Normands retranchés dans l'enceinte fortifiée de Castel-Auffret et commandés par Incon. Il subsiste d'ailleurs des restes du camp retranché de Castel-Auffret.
De façon romancée, Henri de Malleray a décrit cette bataille : « Ce fut à travers les landes une chevauchée folle de cavaliers bretons lancés à la poursuite des vaincus (...), au galop, la lance au poing, les cheveux tendus comme une fantastique crinière. Les Normands affolés tentèrent peut-être une dernière résistance du côté de Lan-Cerf [Lancerf] mais, rompus définitivement, furent précipités dans la mer. L'Anse des Grillons (Toul an Huiled) fut vraisemblablement le théâtre de cet épisode tragique ».
L'historien Arthur de La Borderie vint étudier les croix monolithes du XIe siècle, çà et là, dans le cimetière de la chapelle de Lancerf, dans un champ voisin et jusque sur la route de Plourivo et en parle dans le tome 2 de son "Histoire de Bretagne". « Cette chapelle historique, située à mi-côte, au milieu d'un bouquet de bois, tout près de la station de Plourivo (...) n'est pas très ancienne, mais elle a remplacé un très vieil édifice élevé pour perpétuer le souvenir d'une grande victoire remportée sur les pirates northmans un peu avant l'an 1000 » écrit Frédéric Le Guyader.
En 1369, en raison du mariage d'un de ses membres avec Marguerite d'Avaugour, la paroisse de Plourivo devint la propriété de la famille de Rohan ; un autre mariage la fit passer dans les possessions de la famille de Rieux et un autre, Pierre de Rohan (1567-1622), prince de Guéméné, époux de Magdeleine de Rieux (née vers 1585, décédée en 1606) la fit revenir entre les mains de la famille de Rohan. En 1624 Louis VIII de Rohan-Guéméné cède les droits de châtellenie, juridiction, haute, moyenne et basse justice, prééminences et droits honorifiques en la paroisse de Plourivo à Yves Roquel, seigneur de Bourblanc, dont la seigneurie devient la plus importante de Plourivo Cette seigneurie appartint initialement à la famille Ruffault (connue depuis 1220), puis à la famille Roquel (par le mariage de Guillaume Roquel avec Marie Ruffault en 1513). D'autres seigneuries existaient : celle de Kerhuel remontait au XIIIe siècle, celle de Moulouarn et celle de Lancerf.
La paroisse de Plourivo faisait alors partie du comté du Goëlo.

### Temps modernes
Un témoignage du recteur de Plourivo inclus dans le registre paroissial indique qu'entre avril et juillet 1591 une partie de la population de Plourivo, notamment les femmes enceintes fuyèrent sur la rive gauche du Trieux en raison de l'occupation de la paroisse par l'armée du prince de Dombes Henri de Montpensier, qui combattait les Ligueurs.

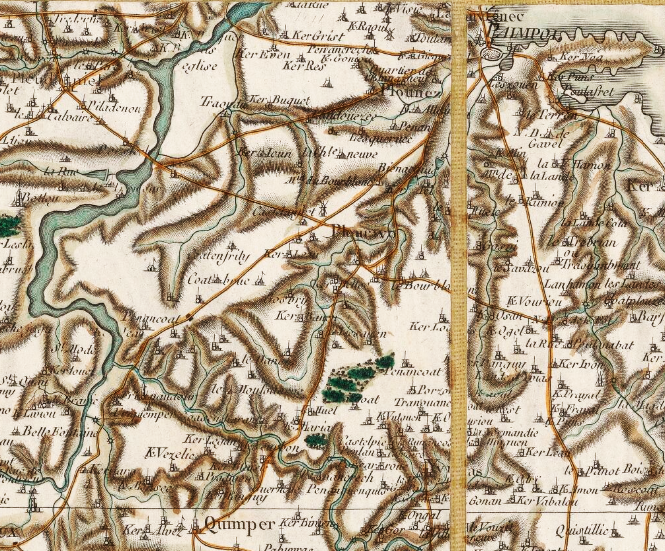
Carte de Cassini de la paroisse de Plourivo et de ses environs (1790).

Jean-Baptiste Ogée décrit ainsi Plourivo en 1778 :

« Plourivo : par la route de Pontrieux à Paimpol ; à 7 lieues au Nord-Ouest de Saint-Brieuc, son évêché et son ressort ; à 27 lieues de Rennes et à 1 lieue de Paimpol, sa subdélégation. On y compte 1 500 communiants : la cure est à l'alternatif. Ce territoire, pays couvert [de bocage] et arrosé par la rivière de Trieux qui le borne à l'Ouest, et par celle du Lieft [ Leff] qui le borne au Sud, produit des grains, du lin, du foin, et des fruits pour le cidre. Ses maisons nobles : Kerambelec, Kernuel, et Kerlo. La haute justice du Bourg-Blanc appartient à M. Arinez du Poulpry. »

### Révolution française
Créée par les édits de Louis XVI, la commune de Plourivo élit sa première municipalité le 31 janvier 1790. Le premier maire est Nicolas Armez du Poulpry. Il donna sa démission six mois plus tard, le roi l'ayant nommé à des fonctions incompatibles avec celles de maire.

### XIXesiècle
Plourivo est le berceau de la famille de l'écrivain Ernest Renan (1823-1892) ; Gaston Deschamps a décrit en détail les ancêtres d'Ernest Renan qui habitaient Plourivo dans un article publié en 1903 dans le journal Le Temps.
La commune est aussi marquée par la présence de la famille Armez, dont trois membres sont députés du département, ainsi que par la présence de l'homme politique Marcel Cachin, né en 1869 et décédé en 1958, fondateur du Parti communiste français.
Le cadastre de 1831-1832 indique la présence de 63 routoirs à lin dans la commune de Plourivo ; leur nombre diminua dans la seconde moitié du XIXe siècle en raison de la crise de l'activité textile dans la région ; beaucoup furent reconvertis en lavoirs ou servirent à dessaler les voiles des bateaux.
A. Marteville et P. Varin, continuateurs d'Ogée, décrivent ainsi Plourivo en 1853 :

« Plourivo : commune formée de l'ancienne paroisse de ce nom ; aujourd'hui succursale. (...) Principaux villages : Traou-Hoat, Penhout, Toullan, Saint-Jean, le Troudu, Lancerf, Kicun, Kerléan, Keriel, le Ruclé, le Bourg-Blanc, Kerilis, Lan-Ouern, Lézoan, Kerban, Pors-Traou, le Danot, Kerhuel, Kermaria, Kerjean, Kermainguy, Frinaudour, Kervaudin. Superficie totale 2 835 hectares 15 ares, dont (...) terres labourables 1 412 ha, prés et pâturages 83 ha, bois 182 ha, vergers et jardins 22 ha, landes et incultes 956 ha (...). Moulins : 8 (de Lancerf, à vent ; du Pont, Canon, Guézennec, à eau). On voit dans cette commune, outre l'église, la chapelle Neuve, la chapelle Saint-Jean et celle de Kermaria ; cette dernière est desservie. La route de Pontrieux à Paimpol traverse Plourivo du nord-est au sud-ouest. Géologie : schiste talqueux ; poudings dans le sud-est. On parle le breton. »

Joachim Gaultier du Mottay écrit en 1862 que Plourivo possède une école de garçons ayant 125 élèves et une de filles en ayant 75, qu'on y parle le breton, que le territoire de la commune est très accidenté et peu boisé, « mais tend à le devenir, par suite des semis de pins et des nombreuses plantations qu'on exécute sur ses landes depuis quelques années ; les terres sont légères, à sous-sol pierreux ; cependant elles s'améliorent de jour en jour par une bonne culture et d'abondants engrais ». Il signale aussi l'originalité du petit bois de l'Hermite dont plus d'un hectare est constitué d'arbousiers.
Le recensement de 1866 indique la présence au bourg de six auberges et d'un hôtel : l'Hôtel des Voyageurs ; des commerces existaient en plus dans plusieurs hameaux.

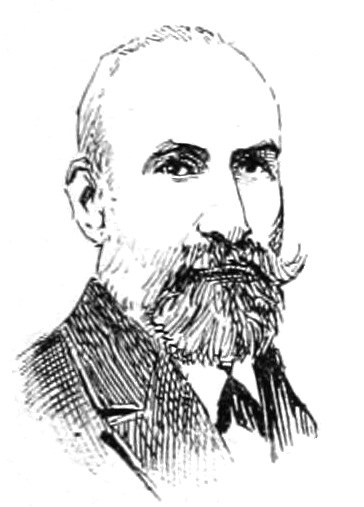
Portrait de Louis Armez, maire de Plourivo entre 1871 et 1917 et député.

La commune de Plourivo fut atteinte gravement en 1867 par une épidémie de choléra « qui se propagea dans les vingt-quatre heures dans le village » et frappa aussi toutes les localités environnantes. « M. Armez, maire de Plourivo, (...) et son fils [Louis Armez] (...), tous deux passionnés par la médecine, s'occupent continuellement des soins à donner aux malades de la commune (...) qu'ils visitent eux-mêmes ».
Louis Armez et son adjoint à la mairie de Plourivo furent tous les deux un temps révoqués en 1877 pour « insulte à l'autorité » du gouvernement royaliste d'Albert de Broglie car ils contestèrent énergiquement le résultat de l'élection législative lors de laquelle, bien que député sortant, avait été déclaré battu par le candidat de droite Jean Garnier-Bodéléac (dont l'élection fut invalidée), avant de retrouver leurs fonctions municipales après la crise du 16 mai 1877.
Un fait divers concerne ce maire : il se trouva être dépositaire de la tête momifiée du cardinal de Richelieu, dont un ancêtre de sa famille, Nicolas Armez, s'était emparé lors de la Révolution française ; il accepta de la restituer à l'État, ce qui permit de l'inhumer dans la chapelle de la Sorbonne en 1866.
Le 14 juillet 1882, à l'occasion de la Fête nationale, la municipalité organisa des concours pour les enfants, dont deux épreuves "surprenantes" : l'une rassemblant cinq petits garçons devant avaler le plus rapidement possible un pain d'environ 1 kg, l'autre en remettant à douze enfants des pipes de grande capacité bourrées de tabac, le gagnant étant celui qui terminait le premier de fumer la totalité du tabac contenu dans sa pipe.
Le gisement naturel d’huîtres de Toul ar Huiled était réputé au point de faire l’objet d’une publication au Journal officiel en 1889.
De nombreux routoirs à lin se trouvaient sur les versants du Trieux, contribuant à la pollution du fleuve ; ceux de Coat Ermit ont été conservés.
La ligne de chemin de fer de Guingamp à Paimpol, ligne du Réseau breton, alors à voie métrique (mais mise à écartement normal par la suite), qui dessert Plourivo, est mise en service en août 1894 par la Société générale des chemins de fer économiques. La ligne suit la rive droite du Trieux et en contourne toutes les sinuosités jusqu'à la station de Plourivo où elle cesse de serpenter pour piquer droit sur Paimpol, qui n'est plus distant que de six kilomètres. La halte de Frinandour est ouverte en 1896 ( celle de Traou Nez en 1994 seulement).

### XXesiècle

#### Belle Époque
Auguste Dupouy a écrit qu'à cette époque « les goélettes paimpolaises recrutaient leurs équipages moins à Paimpol qu'à Plouézec et à Plourivo, dans des communes qui n'étaient plus qu'à demi rurales ».
Quand l'armement pour l'Islande périclita (il disparut en 1937) « la culture des primeurs, qui s'était d'abord pratiquée au voisinage immédiat de la côte, se répandait de plus en plus à l'intérieur des terres, vers Plourivo et Quemper-Guézennec ».
En juillet 1904 la cloche de la chapelle Saint-Ambroise se détacha de la poutre qui la soutenait et qui était en mauvais état lors d'une cérémonie ; l'accident fit deux blessées dont une dans un état grave.
L'inventaire des biens d'église se déroula à Plourivo le 10 mars 1906. Un décret du Président de la République en date du 16 juin 1910 attribua « à la commune de Plourivo, à défaut de bureau de bienfaisance, les biens ayant appartenu à la fabrique de l'église de Plourivo, actuellement placés sous séquestre ». Un décret en date du 1er février 1911 autorisa la création d'un bureau de bienfaisance à Plourivo.
Le 16 juin 1906, une désespérée se jette dans l'étang du Bourg-Blanc, en Plourivo et entraîne dans sa noyade un jeune homme, Magloire Helleux, qui s'était jeté à l'eau pour tenter de la sauver car elle s'agrippa à lui. En raison du refus du recteur d'organiser une cérémonie religieuse pour le défunt, car celui-ci ne fréquentait pas l'église, le maire Louis Armez présida des obsèques civiles solennelles ä l'entrée du cimetière en présence d'environ 1 500 personnes.

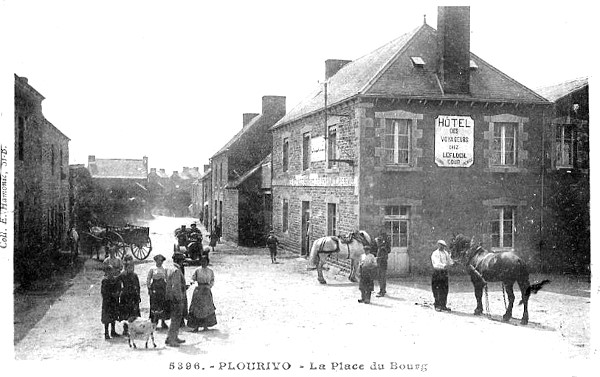
Plourivo : la Place du Bourg au début du XXe siècle (carte postale Émile Hamonic).
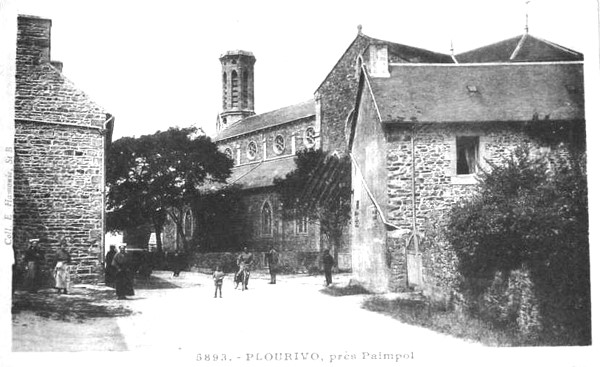
Plourivo : le bourg et l'église paroissiale au début du XXe siècle (carte postale Émile Hamonic).
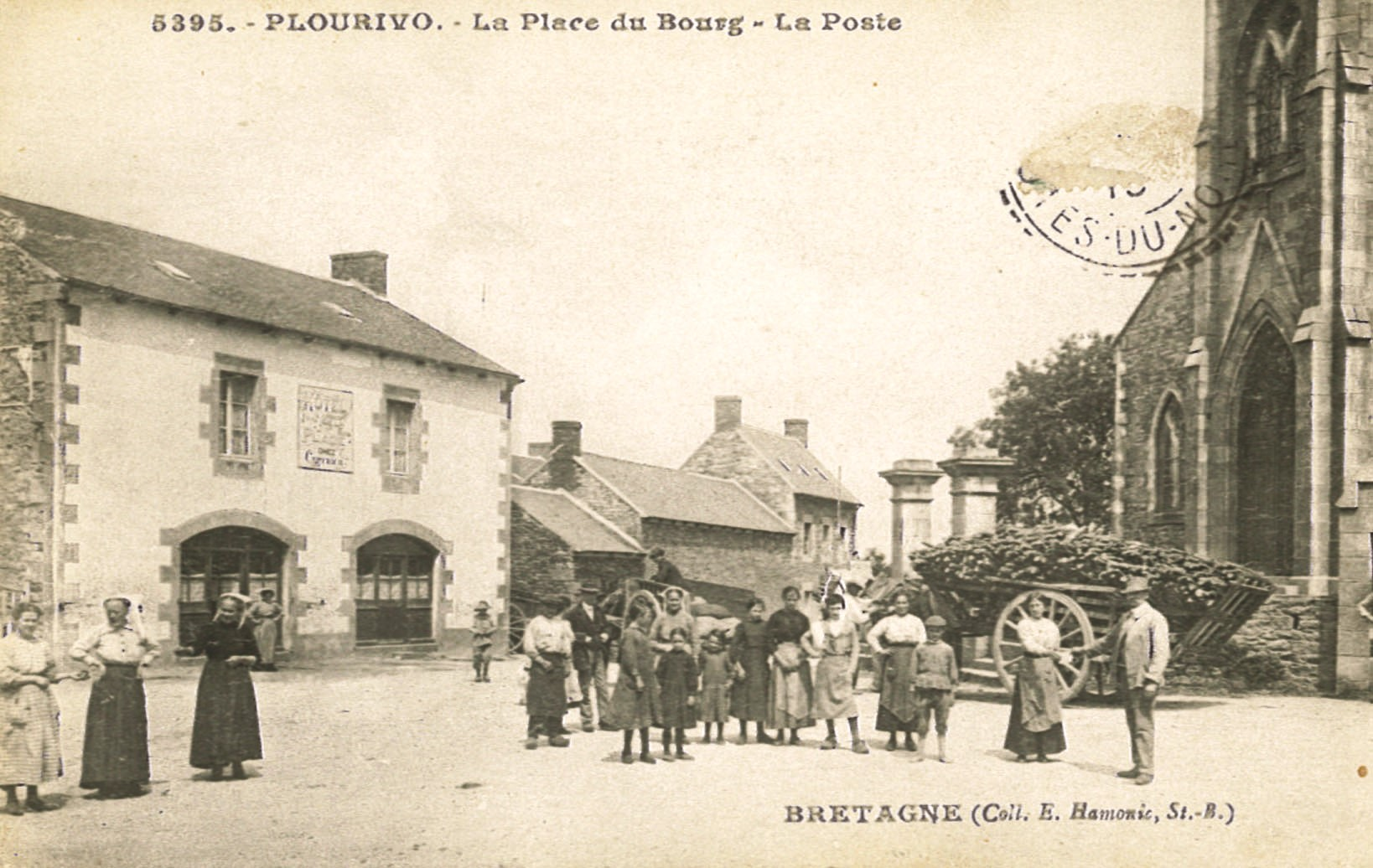
Plourivo : la Place du Bourg et la poste au début du XXe siècle (carte postale Émile Hamonic).
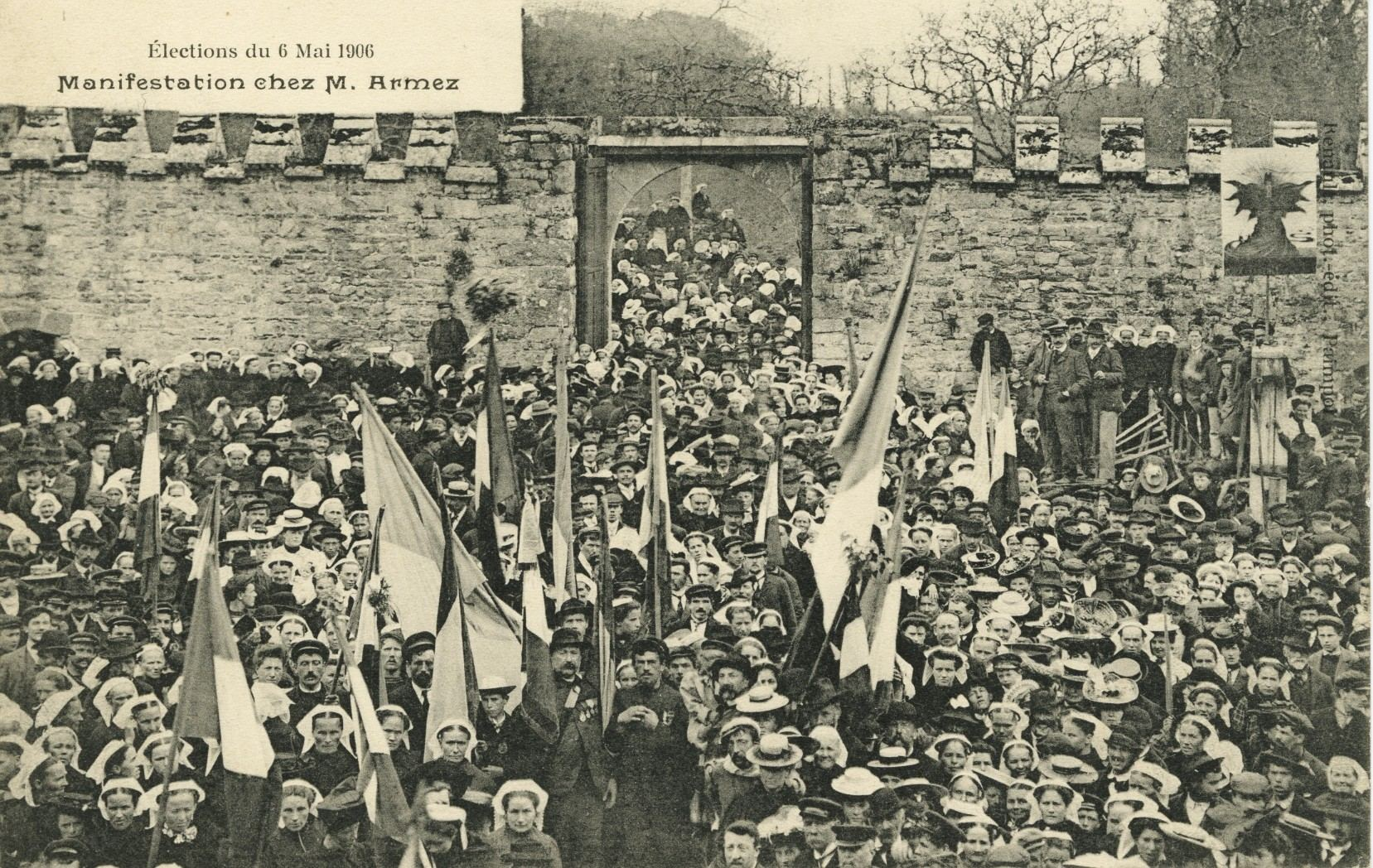
Plourivo. Elections du 6 mai 1906. Manifestation chez Louis Armez.
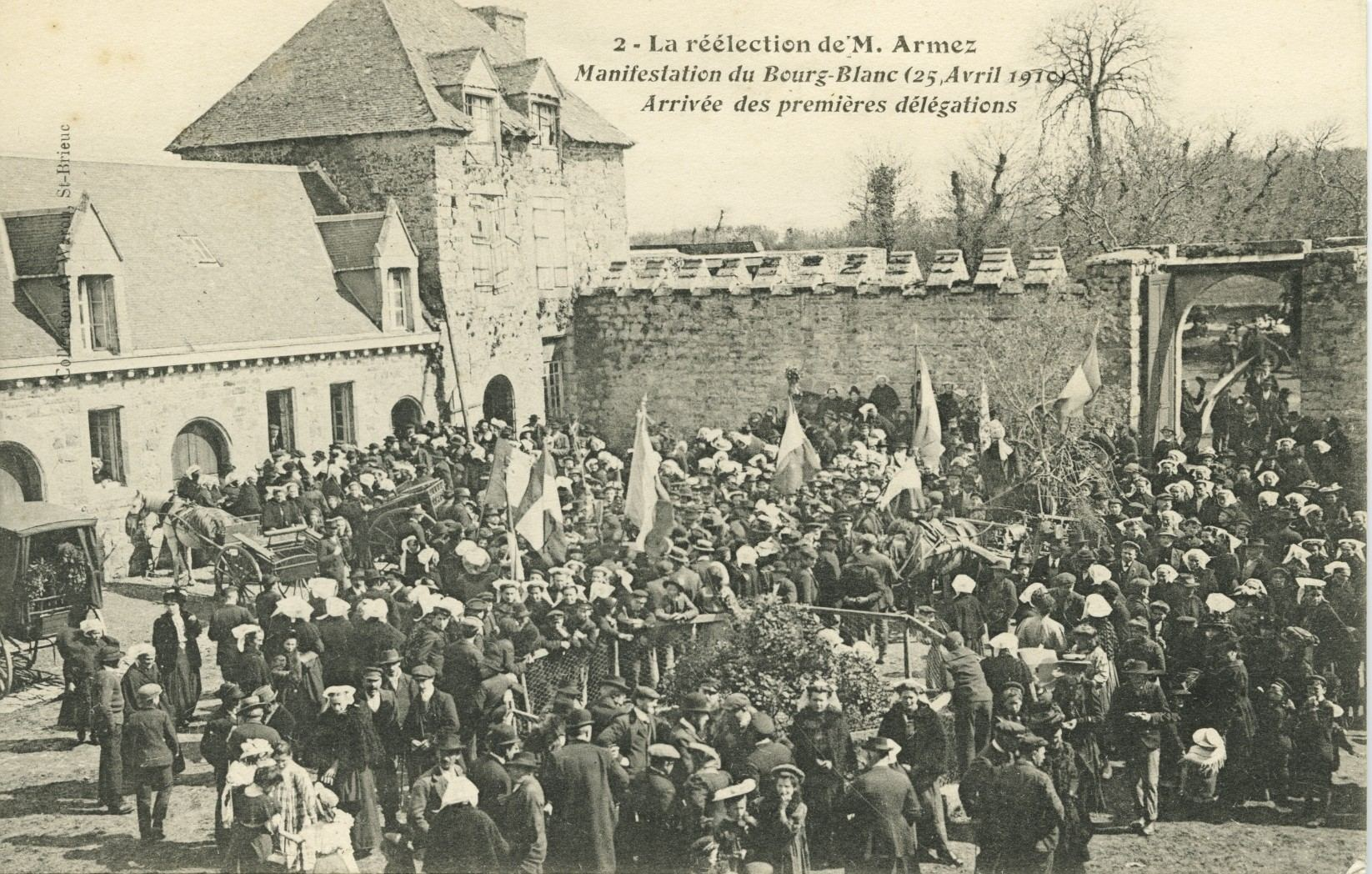
La réélection de Louis Armez. Manifestation du Bourg-Blanc (25 avril 1910). Arrivée des premières délégations.

Un hippodrome remplaçant celui de Paimpol ouvrit en 1908 à Pen Lan ; il ferma en 1927.

#### Première Guerre mondiale
Le monument aux morts porte les noms de 88 soldats morts pour la Patrie pendant la Première Guerre mondiale : 10 d'entre eux sont morts en Belgique ; 11 sont disparus en mer ; Toussaint Beauverger est mort (de maladie) en 1916 en Oubangui-Chari ; Louis Le Mérer est mort (de maladie) en 1916 à Malte ; Joseph Liorzou est mort à Alger en 1917 ; Marcel Wallez a été tué au Tanganyika en 1917 ; 2 sont morts à Salonique (Grèce) en 1917 pour Charles Allainguillaume, mort à l'hôpital des suites de ses blessures et le 24 octobre 1918 pour Pierre Richard, décédé de maladie ; la plupart des autres sont décédés sur le sol français (dont 5 de maladie ou des suites de leurs blessures en 1919), à l'exception de Robert Ollivier, marin, décédé de maladie le 26 mars 1919, donc après l'armistice alors qu'il était à bord du croiseur cuirassé Gueydon alors à Arkhangelsk (Russie) dans le cadre de l'intervention française en Russie septentrionale.
Dans un rapport décrivant l'attitude des habitants  (et surtout des habitantes) pendant la guerre, écrit à l'intention de l'inspecteur primaire de Saint-Brieuc, l'instituteur public de Plourivo écrit : «Si de temps en temps un deuil n'était venu frapper une famille ici, on aurait ignoré qu'ailleurs on se battait. Habituées à être seules, les marins étant toujours absents, les femmes n'ont trouvé aucun changement, si ce n'est que les allocations pleuvaient, que les allocations des veuves étaient plus fortes, que les produits de la terre se vendaient plus cher (...) en un mot la guerre était tout bénéfice. Le sentiment de solidarité  n'était pas vivace à Plourivo, la guerre a développé encore leur égoïsme naturel (...) ; quant à la paix, ils l'ont accueilli avec une étonnante indifférence ».
Par contre le journal La Dépêche de Brest écrit dans son édition du 11 août 1919 que la fête de la Victoire a été célébrée à Plourivo « avec un éclat particulier et dans le plus grand enthousiasme. De l'avis unanime, le bourg de Plourivo n'avait jusqu'à présent reçu une foule aussi dense de visiteurs et de danseurs ».

#### Entre-deux-guerres
En 1920 le conseil municipal décide l'érection d'un monument aux morts qui est financé aux trois-quarts par une souscription publique, le reste venant de crédits municipaux et une subvention de l'État ; il est réalisé par Jules Auffray, marbrier-sculpteur à Guingamp et placé dans l'ancien cimetière. Le maire obtint l'accord du préfet pour placer une croix sur le monument (tout symbole religieux était en principe interdit), arguant que la majorité de la population était catholique.
C'est sur la commune, au sein du massif forestier de Penhoat-Lancerf, que se trouve l'ancien manoir de Traou-Nez rendu célèbre par l'affaire Seznec. En effet, cette propriété appartenait à Pierre Quéméneur qu'il l'avait acquise en 1920, soit trois ans avant sa disparition, au moment où Guillaume Seznec s'était engagé à le lui acheter.
« C’est à Plourivo que M. le juge Hervé avait acquis la certitude de l’innocence de Seznec puisque, selon lui, c’est à Plourivo que Pierre Quémeneur avait été tué(...). Le conseiller général de Landerneau a été enterré dans sa propriété de Plourivo(...). Si Pierre Quémeneur s’est rendu le 27 mai à Plourivo et qu'il y a été tué, c’est également à Plourivo qu’il a été enterré » écrit l'hebdomadaire Radar le 6 décembre 1953, mais cela reste une hypothèse car l'affaire Seznec n'a jamais totalement élucidée et le corps de Pierre Quémeneur jamais retrouvé.

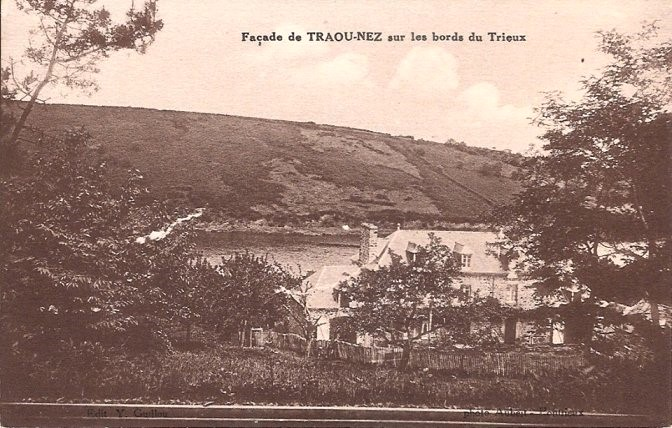
Le manoir de Traou-Nez sur les bords du Trieux (carte postale).
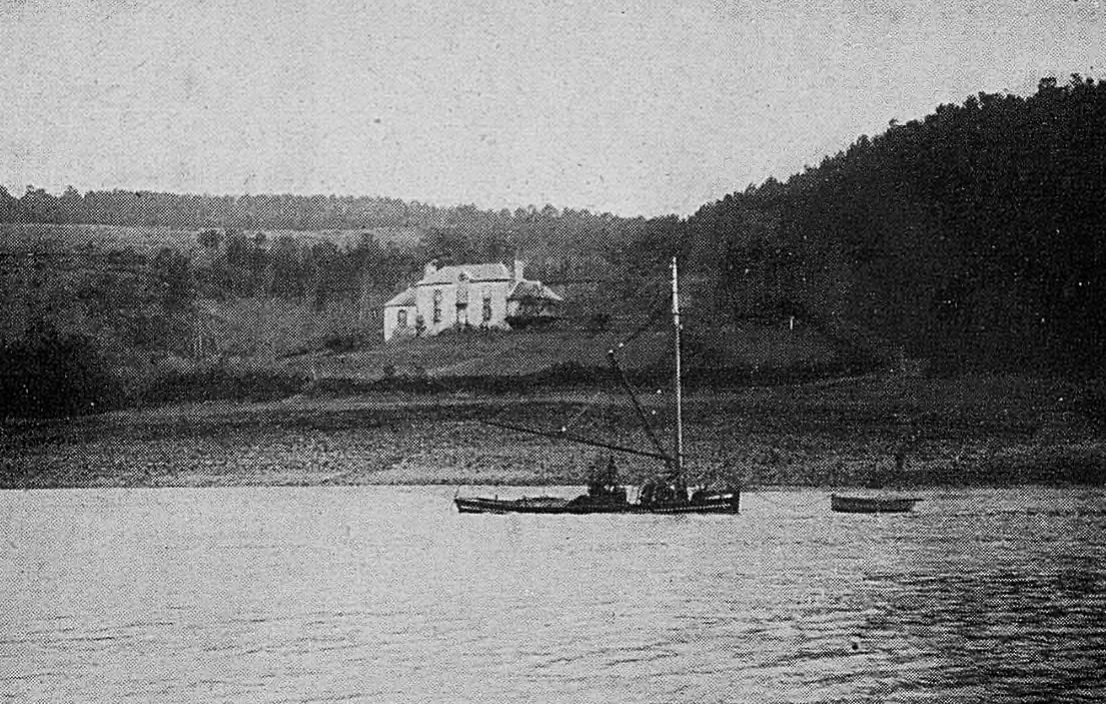
Une gabare devant Traou-nez en Plourivo vers 1930.
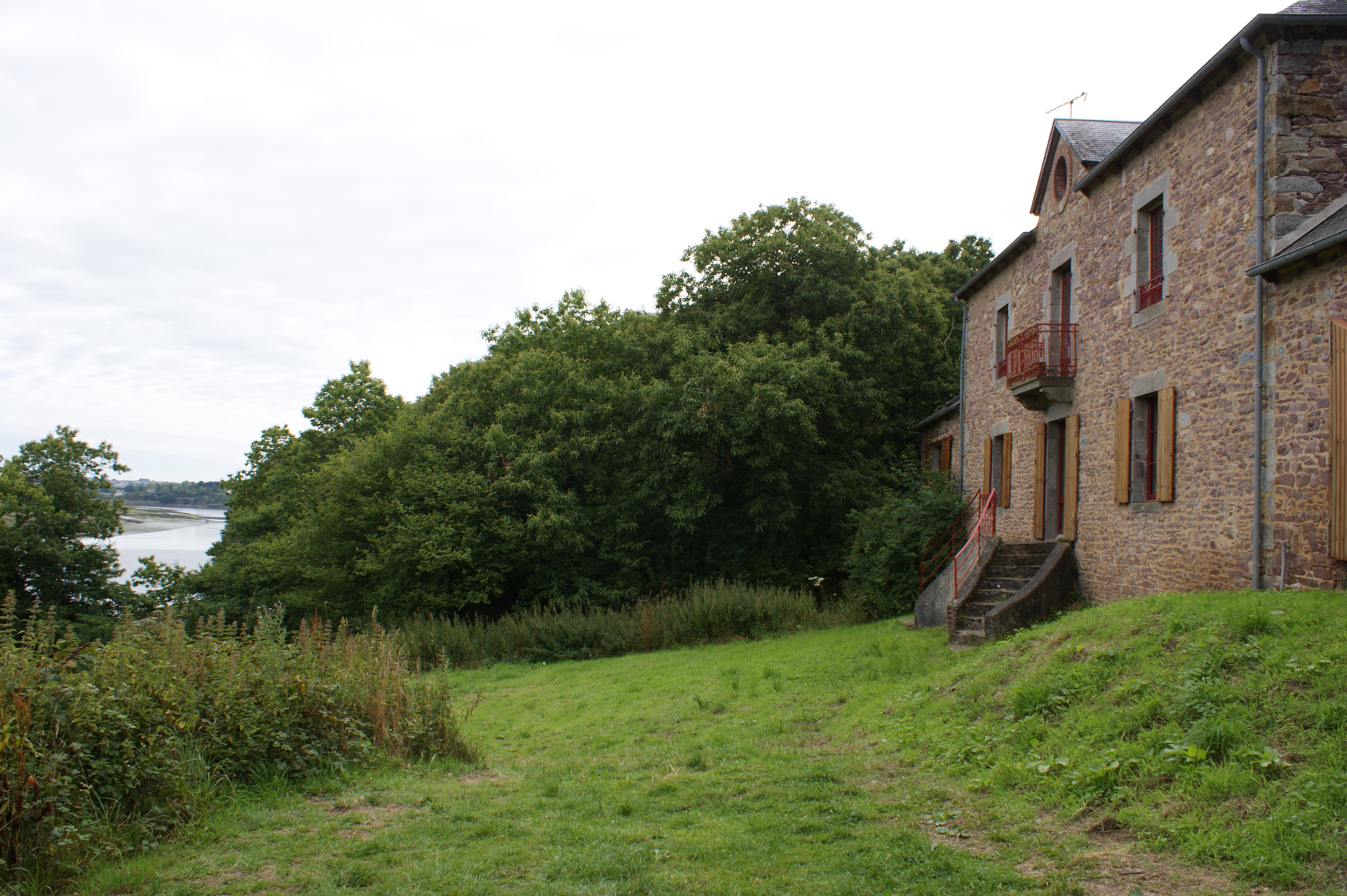
La façade sur le Trieux du manoir de Traou-Nez.

Depuis 1992, la demeure accueille la Maison de l'Estuaire, propriété du Conservatoire du littoral. Le site est desservi par La Vapeur du Trieux grâce à une halte ferroviaire inaugurée en 1994.
François Ménez écrit en 1933 qu'à Plourivo « les choses, autant que je puisse en juger, n'ont pas tellement changé. Nos paysans, tout comme ceux d'il y a trente ans, s'en vont au pas traînant de leur cheval, aux foires de Guingamp, assurés qu'ils semblent être assurés d'avoir pour eux l'éternité, et les mêmes chars à bancs (...), les mêmes qui nous dépassaient au long de la route, portent dans leurs caisses à claire-voie leurs portées roses de porcelets, vont eux-mêmes du même train, avec les mêmes femmes perchées sur le siège, inchangées, presque rajeunies, tricotant pour tromper l'ennui du chemin ».

#### Seconde Guerre mondiale
Le monument aux morts de Plourivo porte les noms de 17 personnes mortes pour la France durant la Seconde Guerre mondiale : parmi elles 4 sont mortes en Allemagne : Yves Le Bozec est mort en 1941 dans des circonstances non précisées ; André Guerlesquin, résistant, est mort au camp de concentration de Dachau le 27 juin 1944 et Louis Le Caoussin, lui aussi résistant et déporté, le 15 janvier 1945 à Wilhelmshaven et Louis Le Gonidec, mort en captivité le 12 avril 1945 en Thuringe ; 5 (Charles Le Goffic, Francisque Le Chevert (un membre des FFL), Jean Le Louarn, Jean Le Meur et Joseph Ranvial) sont morts en mer ; Jean Durand est mort accidentellement à Casablanca dès septembre 1939 ; Jean Courson à Arthonnay (Yonne) et Georges Moezan à Saint-Valery-en-Caux sont morts tous les deux en juin 1940 lors de la Bataille de France.

##### Henry de Mauduit et Betty de Mauduit
Propriétaires du château de Bourgblanc qu'ils avaient acheté en 1931 à un paysan qui le délaissait, ils ont tous deux été résistants : la comtesse Betty de Mauduit fut résistante ; membre du réseau Pat O'Leary, elle cacha dans leur château de Bourgblanc une trentaine d'aviateurs alliés en attente d'un convoyage vers l'Angleterre. Elle est décédée le 1er août 1975.
Son mari Henry de Mauduit gagna en bateau l'Angleterre à partir de Paimpol à bord de l'Aviso, une barque de 7 mètres de long et fut par la suite officier SAS ; parachuté dans les Côtes-du-Nord dans la nuit du 7 au 8 juin 1944, il anima la Résistance en Bretagne et participa à la libération de Paris. Il fut après la guerre administrateur colonial.

#### L'après Seconde Guerre mondiale
Deux soldats (Louis Perrot et Albert Pinel) originaires de Plourivo sont morts pour la France durant la Guerre d'Indochine et un (André Ollivier) durant la Guerre d'Algérie.

#### Écureuils de Plourivo
Le club de football « Écureuils de Plourivo » est créé en 1971 à l'initiative de la municipalité ; pour choisir le nom du club, les responsables songèrent, comme la commune est étendue et boisée, aux écureuils alors encore nombreux. En 2020 les « Écureuils de Plourivo » ont fusionné avec les clubs des communes voisines de Ploubazlanec et Pléhédel, formant un nouveau club dénommé « Avenir du Goëlo ».

## Politique et administration

### Liste des maires
| Période          | Période                   | Identité          | Étiquette | Qualité |
| ---------------- | ------------------------- | ----------------- | --------- | --- |
| 1er octobre 1944 | 10 mai 1953               | Georges Kerbellec | PCF       | Représentant de commerce, résistant FTP Président de la délégation spéciale |
| 10 mai 1953      | 17 juillet 1966 (décès)   | Yves Lagadec      | Rad.      | |
| 17 juillet 1966  | 24 mars 1977              | Jean Goanvic      |           | |
| 24 mars 1977     | 22 juin 1995              | Pierre L'Hostis   | UG        | Ancien officier de la Marine marchande |
| 22 juin 1995     | 23 mars 2001              | Claude Le Tréou   | DVG       | Instituteur |
| 23 mars 2001     | 16 mars 2008              | Alain Le Guyader  | PS        | Ergothérapeute Conseiller général de Paimpol (2004 → 2011) |
| 16 mars 2008     | 11 mars 2017,             | Michel Raoult     | EELV      | Conseiller emploi ANPE retraité Premier adjoint au maire (1995 → 2001) 7e vice-président de la CC Paimpol-Goëlo (2008 → 2014) Réélu en 2014 Démissionnaire pour raisons de santé       |
| 11 mars 2017,    | En cours (au 27 mai 2020) | Véronique Cadudal | DVG       | Avocate Première adjointe au maire (2014 → 2017) Conseillère départementale de Paimpol (2021 → ) 2e vice-présidente du conseil départemental (2021 → ) Réélue pour le mandat 2020-2026 |

Pierre L'Hostis qui fut maire pendant trois mandats successifs, a reçu le titre de maire honoraire des mains de son successeur, Claude Le Tréou, en 1997.

### Élections municipales
Le maire actuel est Michel Raoult (Sans étiquette), qui en est à son deuxième mandat.
| Tête de liste  | Tête de liste  | Liste          | Premier tour | Premier tour | Sièges | Sièges |
| Tête de liste  | Tête de liste  | Liste          | Voix         | %            | Sièges | Sièges |
| -------------- | -------------- | -------------- | ------------ | ------------ | ------ | ------ |
|                | Michel Raoult  | Sans étiquette | 645          | 50,31        | 15     | 15     |
|                | Jeanne Rolland | Sans étiquette | 637          | 49,69        | 4      | 4      |
| Inscrits       | Inscrits       | Inscrits       | 1 785        |              |        |        |
| Abstentions    | Abstentions    | Abstentions    | 437          | 24,48        |        |        |
| Votants        | Votants        | Votants        | 1 348        | 75,52        |        |        |
| Blancs et nuls | Blancs et nuls | Blancs et nuls | 66           | 4,90         |        |        |
| Exprimés       | Exprimés       | Exprimés       | 1 282        | 95,10        |        |        |

### Jumelage
| Buttevant Plourivo |

Plourivo est jumelée avec  Buttevant (Irlande) depuis 1998,.

## Population et société

### Démographie

#### Évolution démographique
L'évolution du nombre d'habitants est connue à travers les recensements de la population effectués dans la commune depuis 1793. Pour les communes de moins de 10 000 habitants, une enquête de recensement portant sur toute la population est réalisée tous les cinq ans, les populations de référence des années intermédiaires étant quant à elles estimées par interpolation ou extrapolation. Pour la commune, le premier recensement exhaustif entrant dans le cadre du nouveau dispositif a été réalisé en 2004.

En 2022, la commune comptait 2 267 habitants, en évolution de −0,61 % par rapport à 2016 (Côtes-d'Armor : +1,78 %, France hors Mayotte : +2,11 %).
| 1793  | 1800  | 1806  | 1821  | 1831  | 1836  | 1841  | 1846  | 1851  |
| ----- | ----- | ----- | ----- | ----- | ----- | ----- | ----- | ----- |
| 2 150 | 2 210 | 2 423 | 2 201 | 2 305 | 2 463 | 2 431 | 2 401 | 2 434 |

| 1856  | 1861  | 1866  | 1872  | 1876  | 1881  | 1886  | 1891  | 1896  |
| ----- | ----- | ----- | ----- | ----- | ----- | ----- | ----- | ----- |
| 2 473 | 2 511 | 2 627 | 2 676 | 2 673 | 2 564 | 2 571 | 2 533 | 2 549 |

| 1901  | 1906  | 1911  | 1921  | 1926  | 1931  | 1936  | 1946  | 1954  |
| ----- | ----- | ----- | ----- | ----- | ----- | ----- | ----- | ----- |
| 2 554 | 2 589 | 2 564 | 2 303 | 2 270 | 2 151 | 2 018 | 2 021 | 1 837 |

| 1962  | 1968  | 1975  | 1982  | 1990  | 1999  | 2004  | 2006  | 2009  |
| ----- | ----- | ----- | ----- | ----- | ----- | ----- | ----- | ----- |
| 1 891 | 1 869 | 1 933 | 1 927 | 1 932 | 1 973 | 2 072 | 2 106 | 2 190 |

| 2014  | 2019  | 2022  | - | - | - | - | - | - |
| ----- | ----- | ----- | - | - | - | - | - | - |
| 2 230 | 2 263 | 2 267 | - | - | - | - | - | - |

#### Pyramide des âges
En 2018, le taux de personnes d'un âge inférieur à 30 ans s'élève à 30,3 %, soit en dessous de la moyenne départementale (30,7 %). À l'inverse, le taux de personnes d'âge supérieur à 60 ans est de 32,1 % la même année, alors qu'il est de 32,9 % au niveau départemental.
En 2018, la commune comptait 1 103 hommes pour 1 166 femmes, soit un taux de 51,39 % de femmes, légèrement inférieur au taux départemental (51,7 %).
Les pyramides des âges de la commune et du département s'établissent comme suit.
| Hommes | Classe d’âge | Femmes |
| ------ | ------------ | ------ |
| 0,4    | 90 ou +      | 0,9    |
| 7,7    | 75-89 ans    | 12,2   |
| 22,0   | 60-74 ans    | 21,1   |
| 22,5   | 45-59 ans    | 23,1   |
| 14,5   | 30-44 ans    | 15,0   |
| 13,4   | 15-29 ans    | 11,4   |
| 19,6   | 0-14 ans     | 16,3   |

| Hommes | Classe d’âge | Femmes |
| ------ | ------------ | ------ |
| 0,9    | 90 ou +      | 2,6    |
| 9,1    | 75-89 ans    | 12,5   |
| 21,1   | 60-74 ans    | 21,6   |
| 20,4   | 45-59 ans    | 19,4   |
| 16,3   | 30-44 ans    | 15,7   |
| 15,1   | 15-29 ans    | 12,8   |
| 17,1   | 0-14 ans     | 15,5   |

## Langue bretonne
- Le conseil municipal a voté l'adhésion à la charte Ya d'ar brezhoneg le 9 novembre 2015.
- Le label de niveau 1 de la charte Ya d'ar brezhoneg a été remis à la commune le 28 mars 2019.

## Économie
157 entreprises sont implantées à Plourivo dont 147 sièges et 10 établissements. L'effectif moyen de ces sociétés est de 1 employé. La majorité de ces entreprises sont des entreprises dites commerçantes.
L'âge moyen de ces entreprises est de 15,1 ans.
Les secteurs les plus représentés dans les entreprises à Plourivo sont :
- Immobilier 18 %
- Agriculture et chasse 17 %
- Commerce de détail 11 %
- Arts et spectacles 8 %
- Associations 6 %

## Équipements et services

### Établissements scolaires
Quatre écoles publiques ont existé à Plourivo : deux au Bourg (une de garçons et une de filles) qui existaient toutes les deux déjà dans la décennie 1880 ; une à Penhoat (elle existait déjà en 1883) et une à Lancerf (ouverte en 1912, fermée dans la décennie 1970). Il a aussi un temps existé une école privée catholique.
Depuis 1988 un regroupement pédagogique a réorganisé les écoles en raison de la baisse des effectifs scolarisés : l'école maternelle est à Penhoat et l'école primaire au Bourg.

### Sports
La commune compte un club de football : les écureuils de Plourivo Football et une base nautique, la base nautique Lancerf.

## Lieux et monuments

### Religieux
- l'église Saint-Pierre du XVIIe siècle, reconstruite entre 1863 et 1869, est en forme de croix latine et comprend une nef avec des bas-côtés de cinq travées ; elle a conservé des vestiges de l'ancienne église qui datait de 1695 : deux enfeux du XVe siècle de la famille Roquel, une très belle chaire à baldaquin, un lutrin, des fonts baptismaux en onyx, des statues de sainte Catherine de Sienne et saint Dominique. Elle abrite aussi un tableau du peintre Alphonse Le Hénaff La Donation du Rosaire

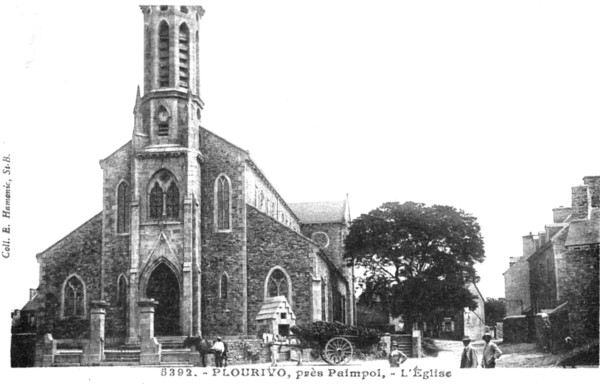
L'église paroissiale Saint-Pierre au début du XXe siècle (carte postale Émile Hamonic).
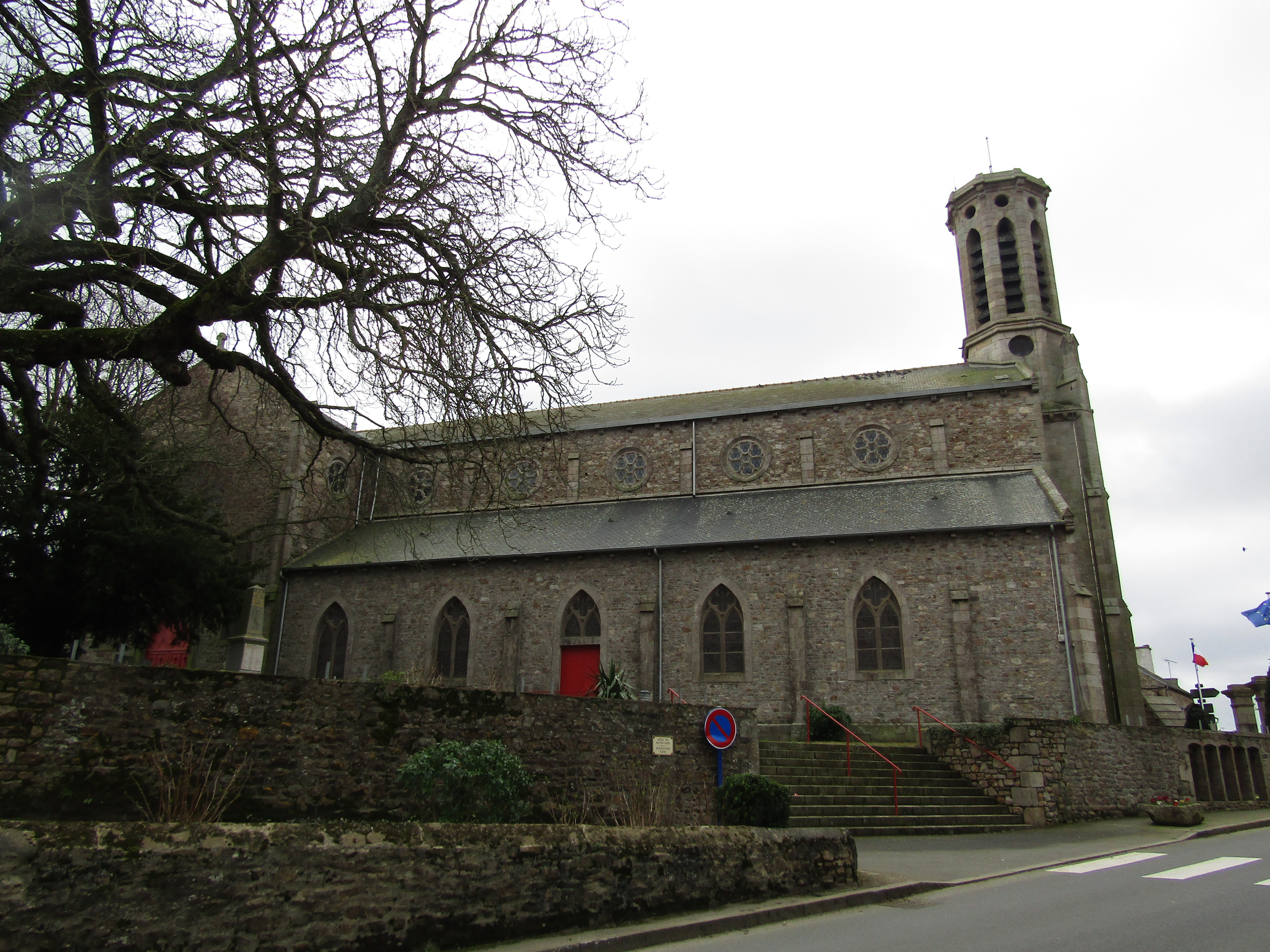
L'église paroissiale Saint-Pierre : vue extérieure d'ensemble.

- la chapelle Saint-Ambroise, reconstruite dans la seconde moitié du XIXe siècle et restaurée en 1923 ; elle possède des statues de la Vierge et de saint Ambroise.

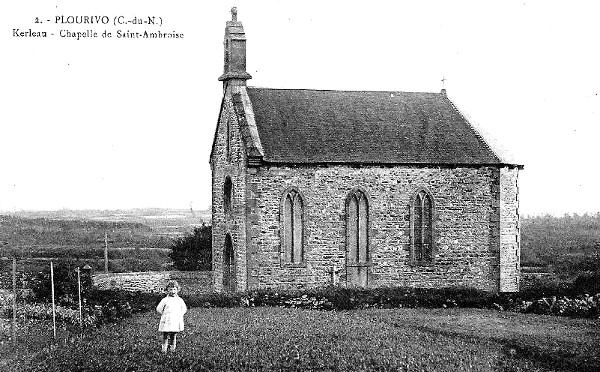
La chapelle Saint-Ambroise (carte postale, début XXe siècle.

- la chapelle Saint-Jean de Penhoat, qui desservait jadis ce village ; elle a été reconstruite au XXe siècle. Elle abrite une statue en bois polychrome de sainte Anne trinitaire datant probablement du XVIe siècle.
- la chapelle de Lancerf : elle commémore la victoire d'Alain Barbetorte suer les Vikings et conserve des parties très anciennes datant du XIIIe siècle, mais a été fortement remaniée en 1618 et en 1858 ; propriété en 1884 de la vicomtesse de Labenne, elle abrite la tombe de son mari Alexandre Ernest Louis Bure, comte de Labenne et fils illégitime de Napoléon III, décédé en 1882, et celle de leur fils Georges Bure, décédé en 1884.

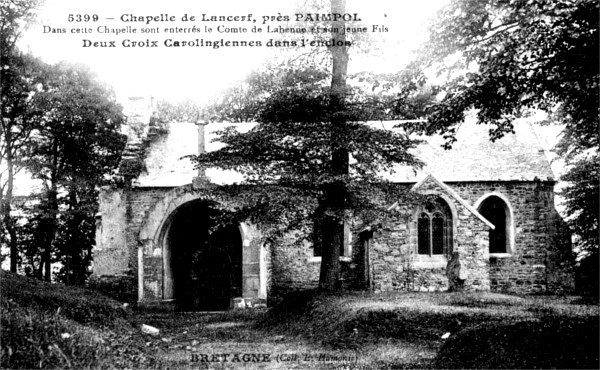
La chapelle de Lancerf au début du XXe siècle (carte postale Émile Hamonic).

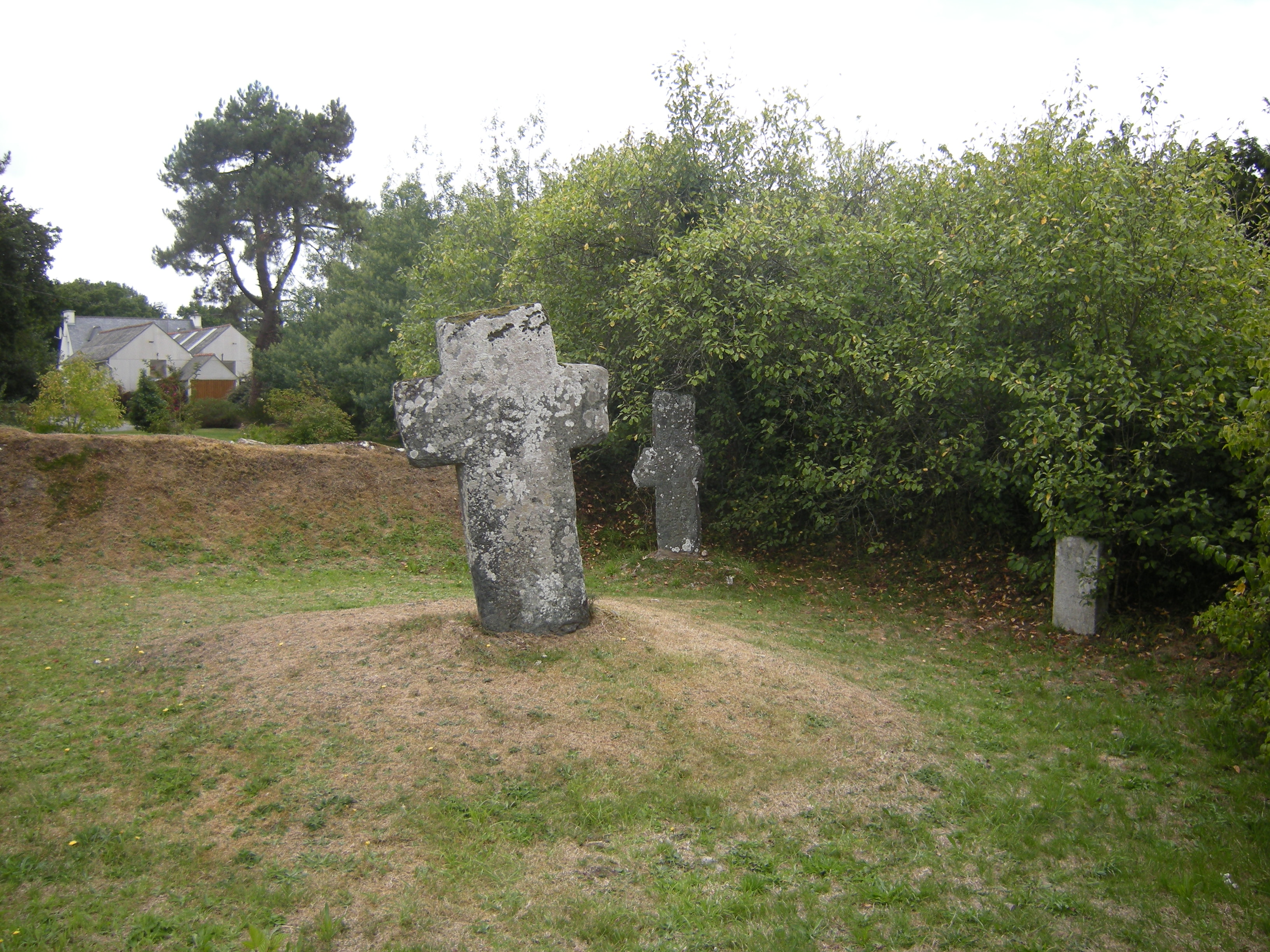
Les deux croix médiévales de Plourivo, à Lancerf, sur le terrain de l'enclos Alain Barbetorte.

- des croix monolithiques : en Bretagne il faut en distinguer deux types ; les croix pattées d'origine grecque orthodoxe et les croix latines à angles droits. Certaines des premières ayant été retaillées par la suite. Comme à Questembert, mais dans une moindre mesure ; ces croix furent implantées aux endroits où tombèrent des hommes au combat. Non pour commémorer une victoire mais pour sacraliser le lieu du trépas. Un certain nombre d'entre elles furent déplacées, dispersées postérieurement ; implantées à l'origine dans la lande de Lancerf, probablement vers 940. Les deux croix sont en spilite, une roche volcanique .
  - la croix funéraire à inscription, classée au titre des monuments historiques par arrêté du 1er mai 1911[98]. L'inscription de la croix de Lancerf a pu être déchiffrée grâce à un moulage : c'est la croix funéraire d'un certain Madioc et elle daterait du XIIe siècle ou du XIIIe siècle[99].
  - ( ce monolithe est bien du haut moyen âge , l'inscription est plus tardive ) .
  - la croix monolithe, inscrite au titre des monuments historiques par arrêté du 5 février 1927[100].

### Civils
- Le monument aux morts de Plourivo, en granite a la forme d'un obélisque sur un socle constitué de trois marches ; il est décoré d'un canon qui est croisé avec une palme qui sont surmontés d'une croix latine et porte l'inscription : "Aux Enfants de Plourivo morts pour la France 1914-1918" ; des plaques portent les noms des soldats et personnes mortes pour la France lors des diverses guerres ; il est entouré de 4 obus placés verticalement et reliés par des chaînes[101].
- Le Château de Bourgblanc [Bourblanc][102]. Datant du XVIe siècle et situé au Ruclé, il fut propriété successive des familles Roquel du Bourblanc (du XVIe siècle à 1639), Tanouarn[Note 12], Regnouard[Note 13], Armez[Note 14], Mauduit[Note 15] (en 1931) et Philippot (en 1994)[103].

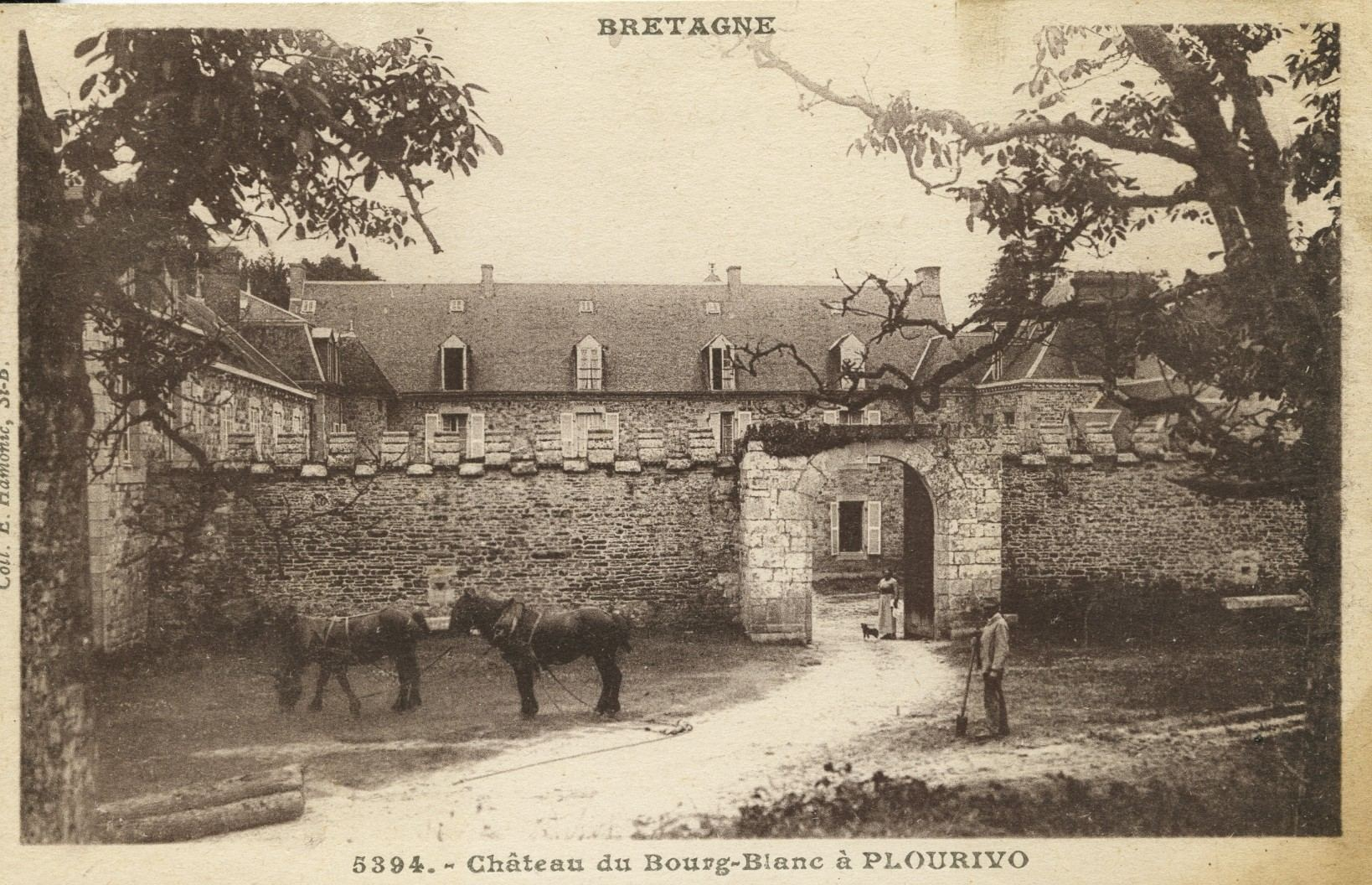
Le château de Bourgblanc vers 1920.

- Le Manoir de Traou-Nez, actuellement « maison de l'estuaire ». Devenu célèbre dans l'affaire Seznec. XIXe siècle.
- Le Pont de Frinaudour, sur le Leff, au point de confluence avec le Trieux.
- Les anciens moulins à farine du Pontès[104] et de Guézennec[105].
- La Tombe présumée (légende locale du XIXe siècle) d'Alain Barbetorte, mort en 952 de maladie. Lors de la bataille du Trieux gagnée par Incon ; après avoir incendié le camp de Péran et Saint-Brieuc, Barbetorte fut stoppé net au lieu-dit Kastel Auffret et refoulé vers la lande de Lancerf jusqu'au Toull ar huiled. En réalité, c'est bien Alain qui pratiqua , avec sa flotte , des coups de main sur la côte, à la manière des Vikings. Ce sont des Bretons qui reposent à la chapelle de Lancerf. À voir : camp de Lorifontaine en Cavan.
- Les routoirs à lin de Coat-Ermit[48].

## Personnalités liées à la commune
- François Germain Pouhaër, homme politique né en 1762 à Plourivo (Bretagne) et décédé le 13 juillet 1813 à Saint-Brieuc (Côtes-du-Nord).
- Alexandre Bure (1845-1884), fils naturel de Napoléon III, inhumé dans la commune en 1885.
- Joseph Le Guluche, sculpteur né à Plourivo (1849-1915).
- Marcel Cachin, dirigeant communiste, né à Paimpol (1869 - 1958) dont la famille est originaire en partie de Plourivo[106].
- Yann Sohier, instituteur et fondateur d'Ar Falz, ami de Marcel Cachin et père de Mona Ozouf, y mourut en 1935.
- Antoine Le Dû, né le 27 août 1877 à Plourivo, commandant du paquebot l’Afrique.
- Jean Ollivier (1925-2005), journaliste français, auteur de bande dessinée et de littérature jeunesse, né le 14 avril 1925 à Plourivo.
- Daniel Paul (1943-2023), homme politique français, député de la huitième circonscription de la Seine-Maritime, né à Plourivo.